# イラク戦争
イラク戦争（イラクせんそう）とは、アメリカ合衆国が主体となり、2003年3月20日からイギリス、オーストラリアと、工兵部隊を派遣したポーランド等が加わる有志連合によって、イラク武装解除問題での、イラクによる大量破壊兵器保持における武装解除進展義務違反を理由とする、『イラクの自由作戦』の名の下にバアス党政権下のイラクへ侵攻がなされたことで始まった軍事介入である。
この戦争で日本は戦後初めてPKO活動外での自衛隊派遣を行い、有志連合の一員として参加し、主にイラク南部においてインフラ整備、治安維持任務を実施した。
正規軍同士の戦闘は2003年中に終了し、同年5月にジョージ・W・ブッシュ米大統領により「大規模戦闘終結宣言」が出たが、アメリカが指摘した大量破壊兵器の発見に至らず、さらにイラク国内の治安悪化が問題となり、戦闘は続行した。2010年8月31日にバラク・オバマ米大統領により改めて「戦闘終結宣言」と『イラクの自由作戦』の終了が宣言され、翌日から米軍撤退後のイラク単独での治安維持に向けた『新しい夜明け作戦』が始まった。
2011年12月14日、米軍の完全撤収によってバラク・オバマ大統領が、イラク戦争の終結を正式に宣言した。

## 名称について
戦争の名称は、戦争の場となった国名・地名を付けることが多く（バルカン戦争、朝鮮戦争、ベトナム戦争など）、この慣例から「イラク戦争」の名称が一般的である。ただし、この名称はアメリカの立場からイラクを敵対視する一方的な態度であるという意見もあれば、また、戦争に至った経緯を考えて第2次湾岸戦争と称する場合もある。

## 前史
1991年の湾岸戦争の後にイラクが受諾した停戦決議（決議687）において、イラクに大量破壊兵器の不保持が義務づけられていた。この達成を確認する手段として、国連は主に米英の人間で構成された「UNSCOM」（国際連合大量破壊兵器廃棄特別委員会）を設置し、イラクの兵器の保有状況、製造設備などを調査した。イラク側もこれを受け入れ、1998年頃までは大きな混乱はなかった。ところがUNSCOMは事前通達を伴う従来の方式から抜き打ち方式に調査方法を変更し、イラクはUNSCOMの査察に協力的ではなくなり受け入れを拒否した。
また、アメリカは国際連合安全保障理事会決議688を根拠としてイラク北部に飛行禁止空域を設定し、1992年にはフランス、イギリスと協調してイラク南部にも飛行禁止空域を設定した。これに反発したイラクは、地対空ミサイルの配備や軍用機による意図的な空域侵犯を行った。このため制裁措置として米英両国はイラク軍施設に対して攻撃を繰り返した。
1995年、元イラク国防相フセイン・カーミル・ハサンの亡命の際に国連、MI6、CIAの三者による聴取が行われ湾岸戦争の後に生物・化学兵器およびミサイルを全て破壊したことをハサンは供述したが、一方で、査察終了後に再度生産する意図があるとも述べた。これを受けUNSCOMは抜き打ち調査をするようになり、イラク政府の対応が消極的になっていった。
1998年にUNSCOMはイラクにはミサイルと核兵器は無く、化学兵器もほとんどないと考えてよいが生物兵器が疑問であるとする報告を行った。同年12月、空爆やイラク政府の非協力によりUNSCOMの査察活動は停止した。1999年12月にはUNSCOMにかわり「UNMOVIC」（国際連合監視検証査察委員会）を設置するという国際連合安全保障理事会決議1284が採択された。この採択ではロシア、フランス、中国が棄権した。イラクは査察の受け入れを拒否した。

## 開戦までの経緯

### 2001年
2001年にアメリカ大統領に就任したジョージ・W・ブッシュは、就任直後からIAEAの核査察に対するイラクの非協力姿勢を問題にしていた。この頃から米英両国の国内でイラクに対する強硬派の主張が高まり始めた。強硬論が高まった背景としては、国連主導の経済制裁に緩みが発生し、密貿易で資金を調達したイラクが軍備の増強を行っているという観測があった。2月には完成しつつあるイラクの防空網を破壊するための米英両軍による空爆が行われた。
6月、アメリカとイギリスは2001年11月に期限が切れる『石油と食糧の交換計画』に代わるイラクに対する経済制裁案である「スマート・サンクション」の導入を提案した。しかし、ロシアと中国の強硬な反対により、従来の制裁が継続されることになった（国際連合安全保障理事会決議1328）。
9月11日、アメリカで同時多発テロ事件が発生した。世界各国からテロに対する非難やアメリカに対する哀悼のコメントが寄せられる中、当時のイラク国営放送のコメンテーターは第一報として対米テロ攻撃を「アメリカがこれまで犯してきた人道への犯罪に対する結果だ」と論評した。この報道は、アメリカ側のイラクに対する心証を悪化させたものの、アメリカ政府はテロ事件発生後一か月間はむしろイラク政府の関与に否定的なコメントをしていた。10月20日になって、サッダーム・フセイン大統領はアメリカ市民に対する弔意を初めて示した。
アメリカ政府内ではフセイン政権の完全な武力征伐が安定への最善の方法であるという対イラク強硬派のポール・ウォルフォウィッツ国防副長官、リチャード・パール国防省国防政策諮問委員長などの発言力が強まり、イラクに対する政権転覆を狙った軍事行動を取るべきであるという見解が度々持たれた。11月にアメリカはクウェートへ2000人の増派を行った。

### 2002年
ブッシュ大統領は2002年初頭の一般教書演説において悪の枢軸発言を行い、イラク、イラン、北朝鮮は大量破壊兵器を保有するテロ支援国家であると名指しで非難した。特にイラクに対しては、長年要求し続けた軍縮の進展の遅さと、大量破壊兵器の拡散の危険を重視し、2002年に入って政府関連施設などの査察を繰り返し要求した。
一方、かねてよりフセイン政権と対立していたイスラエルは、2002年4月にベンヤミン・ネタニヤフ首相が訪米して「フセイン大統領は核兵器を開発中である」とその脅威を訴えたのを皮切りに、同年5月にシモン・ペレス外相がCNNの取材に対し「サッダーム・フセインは（米同時多発テロ事件首謀者とされる）ビン＝ラーディンと同じくらい危険」と答えた。アリエル・シャロン首相も、イラクへの早期攻撃を求めた。また、ヘブライ大学教授のシュロモ・アヴィネリは、『ロサンゼルス・タイムズ』にイラク戦争反対派を1930年代のナチス・ドイツへの宥和政策になぞらえて非難する論文を発表。宥和政策の否定は開戦支持派の有力な主張となった。
2002年11月8日、国連では、イラクに武装解除遵守の『最後の機会』を与えるとする国際連合安全保障理事会決議1441が全会一致で採択された。イラクは「悪の集団」による「邪悪な決議」と非難したが、UNMOVICの受け入れを容認し、4年ぶりに全面査察に応じた。また、決議には30日以内に報告するという規定があった。これに対して、イラクは「邪悪な決議」であることを理由に期限の延長を申し出たが、受け入れられなかった。12月7日にイラクは膨大な量の申告書を提出した。

### 2003年
2003年1月9日、UNMOVIC委員長のハンス・ブリックスとIAEA事務局長のモハメド・エルバラダイは国連安全保障理事会に調査結果の中間報告を行った。この中で、大量破壊兵器の決定的な証拠は発見されていないものの、昨年末に行われたイラク側の報告には「非常に多くの疑問点」があり、申告書には「矛盾」があるとした。また、イラク側が国連ヘリコプターによる飛行禁止区域の査察を拒否するなど、査察に対する非協力的な態度も明らかになった。1月16日には化学兵器搭載可能なミサイル14基の存在が不明であるとUNMOVICによって説明され、イラクが長距離弾道ミサイルに該当しないとしていたアルサムード2の射程が安保理決議違反であると認定されたほか、炭疽菌、タブン、ソマンなどの生物兵器・化学兵器廃棄情報が確認されないなど、イラク側が申告した内容には虚偽の内容があるとされていた。このためアメリカとイギリスは、イラクが安保理決議1441に違反したものとして攻撃の準備を始めた。
2月14日から2月16日にかけて、カトリックの信徒でもあるイラク副首相のターリク・ミハイル・アズィーズはバチカンとイタリアに渡りローマ教皇ヨハネ・パウロ2世と会談するなどして戦争回避姿勢を国際社会にアピールした。
3月7日、UNMOVICは2度目の中間報告を行った。アメリカは査察が不十分であるとして、攻撃に関する決議採択を行おうとしたが、フランスは査察期限の延長を求めた。米英両国に加え、この時点で理事国ではない日本は、態度が不明確な非常任理事6か国に決議賛成の根回しを行ったが、失敗した。このため、フランスが拒否権を行使せずとも決議否決となる可能性が高まり、アメリカとイギリスは決議なしでの攻撃に踏み切ることにした。

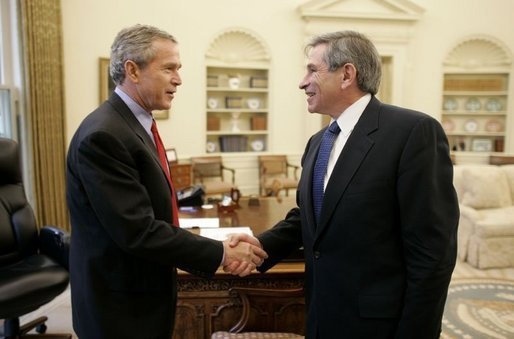
ブッシュ大統領とウォルフォウィッツ国防副長官

3月17日、ブッシュ大統領は全米向けテレビ演説を行い、48時間以内にフセイン大統領とその家族がイラク国外に退去するよう勧告し、全面攻撃の最後通牒を行った。2日後の3月19日（アメリカ東部標準時）に予告どおり、イギリスなどと共に『イラクの自由作戦』と命名した作戦に則って、侵攻を開始した。
イラク攻撃にはフランス、ドイツ、ロシア、中国などが強硬に反対を表明し、国連の武器査察団による査察を継続すべきとする声が強かったが、それを押し切った形での開戦となった。
また、アメリカに合わせて武力行使を支持したイギリスのトニー・ブレア政権では、閣僚が相次いで辞任を表明し、政府の方針に反対した。3月17日にロビン・クック枢密院議長兼下院院内総務、3月18日にフィリップ・ハント保健担当、ジョン・デナム内務担当両政務次官が辞任。結果としてブレア首相は議会の承認を早急に採りつける必要に迫られた。

## 公式発表による開戦理由
米英両国が主張した開戦事由は次の通り。
- イラクは大量破壊兵器の保有を過去公言し、かつ現在もその保有の可能性が世界の安保環境を脅かしている
- 独裁者サッダーム・フセインが国内でクルド人を弾圧するなど多くの圧政を行っている
- 度重なる国連査察の妨害により、大量破壊兵器の廃棄確認が困難である
- 度重なる査察妨害によって、湾岸戦争の停戦決議である国連安保理決議687が破られている
- 国際連合安全保障理事会決議1154で「いかなる侵害も、イラクにとって最も重大な結果をもたらすであろう」という、湾岸戦争停戦協定破棄条件の決議、つまり最終警告がされていた。
- 決議1441では『最後の機会』が与えられたにもかかわらず、イラク側は査察に積極的な協力をしていない。
- フセインとアルカーイダが協力関係にある可能性がある[97]

まとめると、イラク戦争（第二次湾岸戦争）は、国連安保理決議1154、1441に基づき、第一次湾岸戦争の停戦協定（安保理決議687）を破棄し、なおかつ米英の先制的自衛権の行使として起こったものである。
フランス、ドイツなどは開戦するなら決議1441以外に新たな安保理決議を付加すべきと主張したが、決議1441は無条件の査察を求めているのに対してイラク側が条件をつけてきたため、米英及びその同盟国は開戦に踏み切った。また、フランスは議論の初期には主戦派で、地中海にいた原子力空母「シャルル・ド・ゴール」のペルシャ湾派遣準備を進めていることがTVニュースなどでも盛んに報じられていたが、後になって態度を翻した。
ブッシュ政権は、開戦の理由はイラクが無条件査察を認めないことであって、イラク国内に大量破壊兵器が存在するという理由ではないと主張しているが、開戦前にブッシュ大統領やディック・チェイニー副大統領が「イラクは大量破壊兵器を保有している」とメディアを通して繰り返し広言していたため、開戦後に大量破壊兵器が発見されなかったことでこの戦争の「大義」が失われたという批判が巻き起こる結果となった。
2004年6月25日、ポーランド軍はイラクの遺棄された化学兵器を発見した。

### 亡命イラク人による情報捏造疑惑
亡命イラク人が、フセイン政権打倒のために、大量破壊兵器を保有しているとの情報を捏造し、アメリカ当局に伝えたとの疑惑が浮上している。イギリスの『ガーディアン』紙によると、ある亡命イラク人男性が既に捏造を認めているという。

### ブッシュ政権の戦争計画・情報操作疑惑
後に元財務長官のポール・オニールが「政権開始当初からイラク戦争の計画はあった」と「暴露」した。
開戦時のCIA長官だったジョージ・J・テネットは「ブッシュ政権内でイラク開戦前に同国の差し迫った脅威について真剣な協議は行われなかった」と自著で証言している。さらに、ジョゼフ・ウィルソン元駐ガボン大使が2003年7月6日付の『ニューヨーク・タイムズ』紙に寄稿した記事に端を発したプレイム事件によって、ブッシュ政権がイラクの脅威に関して意図的な情報操作（フレームアップ）をしていた疑惑が濃くなっている。
またプレイム事件などの裁判などでも、ブッシュ政権におけるブッシュ大統領やチェイニー副大統領ら複数の政府高官らによる情報操作とその関わりについて 裁判の中で語られている。

### ブッシュ大統領の開戦前後の演説
ブッシュは開戦前後の演説における戦争理由として以下を挙げた。
- 生物・化学兵器等、大量破壊兵器を保有し続け、その事実を否定し、国連の武器査察団に全面的な協力を行わない（部分的な協力に止まっている）ことに対する武力制裁のため。
- イラクの一般市民をサッダーム・フセイン大統領の圧政から解放するため。
- テロリストに対する支援国であるイラクを「民主的な国」に変えるため（対テロ戦争の一環）。

戦争の経過はイラク戦争の年表を参照。

## 政府の公式発表以外の開戦理由の仮説
イラクをサウジアラビアの軍事基地の代替地として確保し、サウジアラビアから米軍部隊を移転することでムスリム（イスラム教徒）の反米感情を和らげ、テロの発生を予防する。ビン＝ラーディンは湾岸戦争の際、イスラム教の聖地メッカのあるサウジに異教徒の軍隊（米軍）が駐留したことに激しい衝撃を受け、米軍のサウジからの撤退という要求を掲げて反米テロ闘争を開始し、ついには911テロへと至った。しかし米国は、フセインの脅威から同盟国を守るためという名目で、湾岸戦争後も引き続きサウジに部隊を駐留していたため、テロリストの要求に屈服したという印象を与えることなく、サウジから部隊を撤退させるには、どうしてもフセインを排除する必要があった。
イラクを民主国家にし、資本主義経済を根付かせる事で将来起こるであろう石油枯渇による中東経済の混乱を最小限に抑える。
イラクを親米化させることで中東（イラン、シリア、その他反米の諸国）に「民主化のドミノ倒し」を起こさせる（いわゆるドミノ理論）。これがイラク戦争の最大の目的だと言う見方がある。ブッシュ政権中枢で影響力を持ちイラク戦争を強く支持したネオコングループでは、フセインがアラブ世界で支持されることがイスラエルの危機につながると考えられていた。イスラエルは親パレスチナ、反イスラエル路線のフセイン政権を脅威と見ていたから、国民レベルでも開戦支持が反対を上回った数少ない国の一つだった。イスラエルは、イラクを穏健路線のヨルダン（ハーシム家）に統治させる戦略を打ち出していた。そのため、イスラエル・ロビーが開戦を働き掛けたと指摘されている。
- 石油の一大産出地域である中東に戦乱を生じさせ、石油価格を上昇させて石油市場の流れを操作する[要出典]。
- アメリカ人の気質として、戦時に大統領が代わるのは好ましくない、とする風潮があり、戦争開始時点で再選を目指していたブッシュ大統領のキャンペーンの一環（報道におけるタブー#戦時大統領タブー）[要出典]。
- イラクは石油輸出の決済をドル仕立てからユーロ決済への移行を決定していた。これが実行されるとアメリカドルの世界基軸通貨としての地位が揺らぐため、それを阻止するための防衛戦争として侵略を決行した[104]。
- 冷戦以後、目立った戦争を経験していなかった軍需産業が衰退していたため戦争を誘発するようホワイトハウスに圧力をかけた（いわゆる軍産複合体）[105][106]。
- 戦争により武器・兵器を消費するため。一定の周期で過剰に生産された武器・兵器を消費しなければ軍事マーケットにおける需給のバランスが崩れる[要出典]。
- サウジ、ロシアに次ぐ埋蔵量（世界第三位）を持つイラク北部の油田地帯を反米のフセイン政権が握っているのは、アメリカ（特に国際石油資本）にとって好ましいことではなく、利権を押さえるため。しかし戦後、開発の権利は入札によって他国に取られてしまった[107]。
- 数十年後に予想される原油枯渇によるエネルギー危機に備えて、石油利権を確保するため。開戦当初から、イラクの石油をアメリカ資本、イスラエルが独占するための戦争であると主張する説。イスラエルの左派系新聞『ハアレツ』が主張している[108]。

## イラク側の思惑
後に逮捕されたフセインは、ブッシュの意図を見誤り、空爆程度で収まると考えていたため、強気の発言をしていたと語っている。また大量破壊兵器の存在を示唆することで、中東諸国におけるプレゼンスを高める狙いがあったとされる。

## 開戦反対国や国連のイラクでの利害
フランス・ロシア・中国の各国は石油や開発プロジェクトを巡ってイラクと良好な関係にあり、このためこの国連安保理常任理事国の3カ国が武力行使に反対する姿勢を崩さなかった背景にはその利益を守ろうとする動機があったとも言われている。また、この3カ国は武器輸出も行っており、イラク軍の保有する兵器の大半はロシア・フランス・中国製で国際社会から武器禁輸を受ける湾岸戦争前はこの3カ国はイラクの武器輸入の90%も占めていた。また、ペルシャ湾への空母「シャルル・ド・ゴール」派遣を準備していたにもかかわらず中止したフランスはイラクに多額の借款を持っており、戦争による体制の崩壊で当該借款が回収不能になることが危惧された。中国はフセイン政権時代の1997年にアルアーダブ油田の権益を得ており、イラクが戦後初めて外国企業との油田開発契約を結んだ相手も中国のCNPCでこの権益を保った。
また、国連においてもイラク関連人道支援事業石油食料交換プログラムに関わる汚職が後に問題となった。これは経済制裁を受けていたイラクが石油と食料や衣料品を交換するという国連の事業であり、この計画に関与したブトロス・ブトロス＝ガーリ元事務総長のファミリー企業やベノン・セバン事務次長（当時）、コフィー・アナン元事務総長の長男コジョが密輸やイラク政府、関連企業からの賄賂によって利益を得ていたという事件である。イラクを軍事支援していたロシア、フランス、中国がこの計画で最も利益を得ていた。フセイン政権がこの計画で不正に得た収益は19億ドルにのぼるとされており、そのための賄賂と見られている。なお、国連に懐疑的なブッシュ政権や戦争賛成国のイギリスやオーストラリアにはイラク戦争前に本来構内は不可侵とされている国連本部を盗聴していたとする国連盗聴疑惑も起き、実際に盗聴器が設置されていたことがわかっている。

## 各国での反応
開戦直後の各国の反応は以下の通りであった。

イラク
武力行使に参加した国
武力行使を支持した国
武力行使に反対した国
中立の立場をとった国

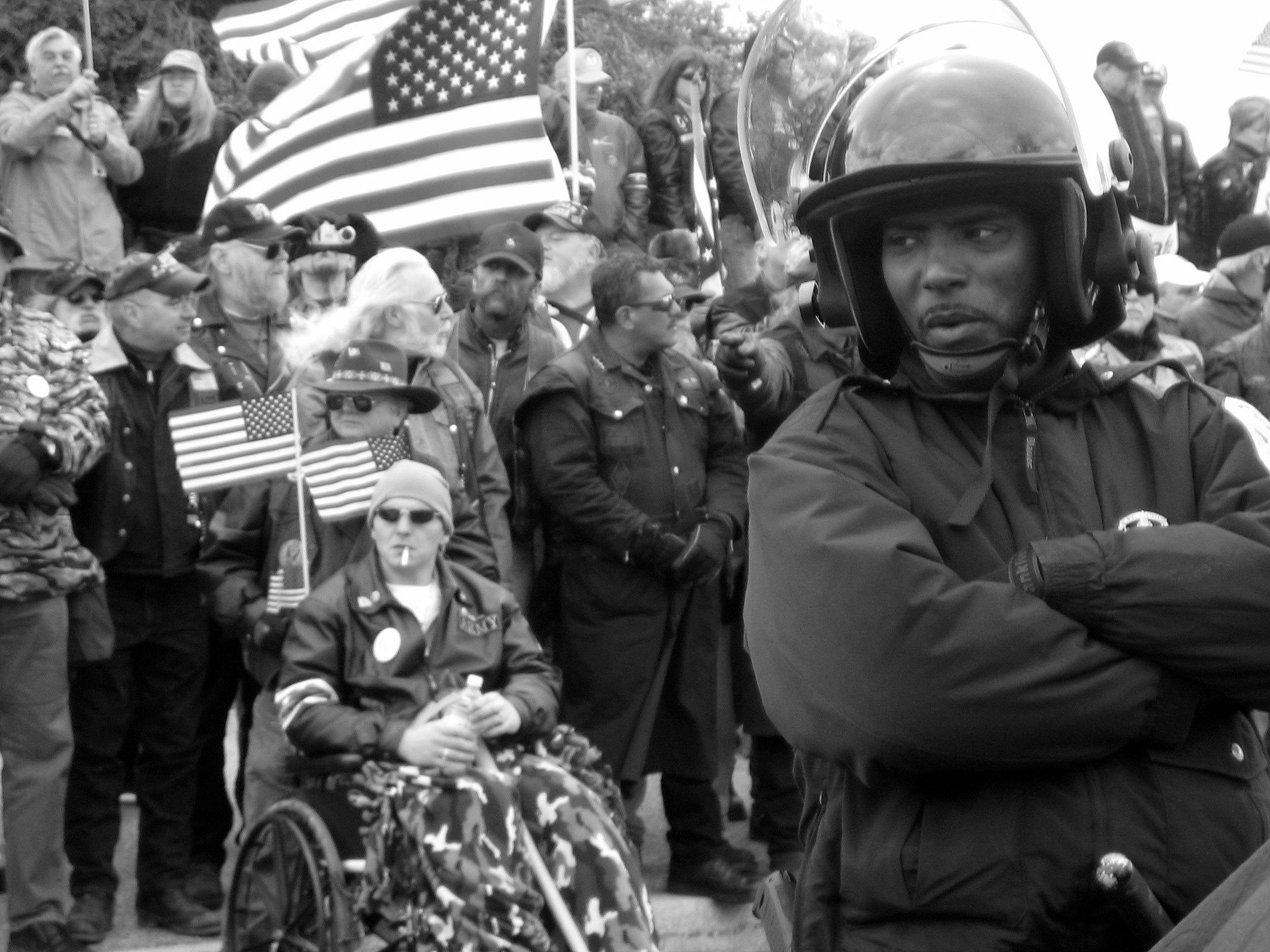
ペンタゴンに集まるイラク戦争に関するデモ参加者 (2007年3月)

イギリスのブレア首相は政府声明として、アメリカの武力行使を支持し、共に参戦すると表明。参戦の際の声明では、かつてウィンストン・チャーチル元首相が発した「陸海空から」という文言が用いられた。
日本の小泉純一郎首相は記者会見で、「アメリカの武力行使を理解し、支持いたします」と表明した。後に明らかになったことだが、小泉の同声明は外務省の事務方が用意した文書よりも踏み込んだ内容になっている。文書では「理解する」との表現が盛り込まれていたが、開戦の際の記者会見では小泉は「支持」という踏み込んだ文言を用いた。また、開戦前から安保理理事国にアメリカ支持を働きかけていた。
オーストラリアもアメリカの武力行使を支持し、空軍の戦闘攻撃機、海軍のフリゲート、特殊部隊を派遣した。
- フィリピンは支持。中国、ロシア、欧州連合、アラブ連盟は非難。
- イスラエルは開戦を強く支持。イラクからのミサイル攻撃に対して即時報復の構え。国内では非常事態体制に入り、ガスマスクの携帯を勧めた（生物・化学兵器への備え）。開戦前の2月、ペレス外相は開戦反対のフランスを国連安保理常任理事国にふさわしいかどうか疑問だと非難した。
- イラク政府はこの戦いを聖戦（ジハード）であるとした。
- 国際連合のアナン事務総長は強い遺憾の意を表明。
- 韓国は3月21日の臨時閣議で、600人以内の建設工兵支援団と100人以内の医療支援団を派遣することを決定。だがその後、議会で反対に遭い、与党の分裂などもあって派遣が実現するかどうかは不透明化した。4月2日の国会での演説で、盧武鉉大統領は再び派兵の承認を議会に要請。

開戦後、国際反戦団体のUFPJ（正義と平和のための連合）やANSWER（戦争を止め差別を終わらせるために今行動しよう）の呼びかけにより、24時間かけて世界を一周させるリレー反戦デモが繰り広げられ、一部の国では規制しようとする警察と小競り合いが起き、負傷者や逮捕者が出るほど激化した。著名アーティスト達は揃って攻撃を非難。これと同時にワシントンにおいては開戦を支持するデモも大規模に行われた。
3月27日の国際連合安全保障理事会の席上において、米英側が戦争の正当性を主張。ロシア、中国、イラクなどがこれに批判的な発言を行った。
フランスのドミニク・ド＝ビルパン外相は、開戦を強行したアメリカに強く反発した。アメリカ国防長官のドナルド・ラムズフェルドから「（開戦反対の）フランスとドイツは古いヨーロッパだ」と皮肉られると、国連安保理で「フランスは古い国(歴史がある、という意)だからあえて反対する」と切り返した。
4月14日、アメリカ政府はシリアを非難。イラクの政府要人などを匿い、化学兵器を所持していることなどを理由としたものだが、これは当のシリアは元よりフランス外相、国連事務総長などの反発を招いた。

### 日本の債権放棄
日本政府はイラク政府に対する債権放棄に応じ大きな損害を蒙った。2005年11月24日の外務省のプレスリリースによると繰延金利を加味しない場合、約7,100億円の債権削減と発表された。イラク戦争でアメリカに追従したが大量破壊兵器も見つからず、7,100億円もの債権放棄と原油高の長期化だけが日本にとっての結果となっており、不利益しかなかった日本国民から批判が起こった。
イラク戦争によってイラクの原油輸出が減少したことも原油価格上昇の要因の一つになった。
湾岸戦争時、総計130億ドルもの資金を提供し大きな批判が国内から起こったため、直接資金提供を実施するのではなく債権放棄という形で国民からの批判を回避しているとの指摘が出された。

### 日本における報道対応
アメリカの突きつけた最後通牒の期限が切れる2003年3月20日の午前中（日本時間）は、各局とも特別報道体制を敷いていた。
- NHK総合テレビは11時41分から報道特別番組を行った[123]。
- フジテレビでは『笑っていいとも!』が休止となり、『米英軍イラク攻撃』（12時 - ）[124]を放送。
- 日本テレビは午後の『午後は○○おもいッきりテレビ』が休止となり『報道特別番組「開戦か48時間期限切れる」 』（10時25分 - 11時20分）[125][126]・『NNN緊急報道特番 イラク攻撃・第2部 』（12時 - 13時55分）が放送[125][126][124]。
- 3月21日より通常の編成に戻ったが『JNNニュース』（TBS）、『産経テレニュースFNN』（フジテレビ（日曜））などはパーティシペーションで放送された[要出典]。

## 戦術

### 迅速な攻略

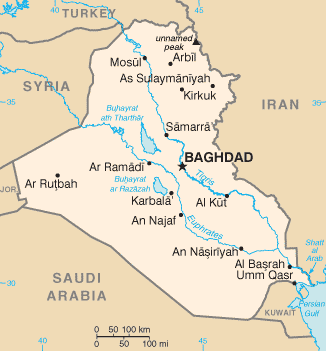
イラク全図

2003年3月19日に開戦を宣言すると、翌3月20日には制空権が確実な状態で陸上部隊が進攻を開始した（イラク侵攻 (2003年)）。ウムカスルやルメイラ油田を攻略し、南部最大の都市バスラの攻防戦で幾分足止めを食らうが、制圧した。鉄道と道路沿いを西に向かい、ナーシリーヤでクートに北上する部隊とサマーワを経てユーフラテス川沿いにヒッラを目指す部隊に分かれ、4月にバグダードで合流して突入し、これを攻略した。なお、この攻略に際しては、米進攻部隊が途中で待ち伏せ攻撃に苦しんでいるとのニセ情報を出し、バグダード市内にいた共和国防衛隊、特別共和国防衛隊の戦車などをおびきだし、それらが進攻部隊攻撃のため市内を出たところを、空爆によって大半を破壊した。（これは市内での空爆の困難さから、市街地の外に戦車などをおびきだした戦術といえる。）
合わせて北部のモスル、ティクリート、キルクークには空挺隊が攻略し、西部の砂漠地帯も同様に攻略した。
全土の攻略に1ヶ月強というすさまじい速さでの占領であった。その迅速さは、戦争開始前後から積極的にメディア工作を行っていたサッハーフ情報大臣がバグダードの平穏を強弁しているその後ろを米軍戦闘車両が通過する、といった映像が放映される一幕を演出するほどであった。

### 小規模兵力とハイテク兵器の投入

戦闘の経過

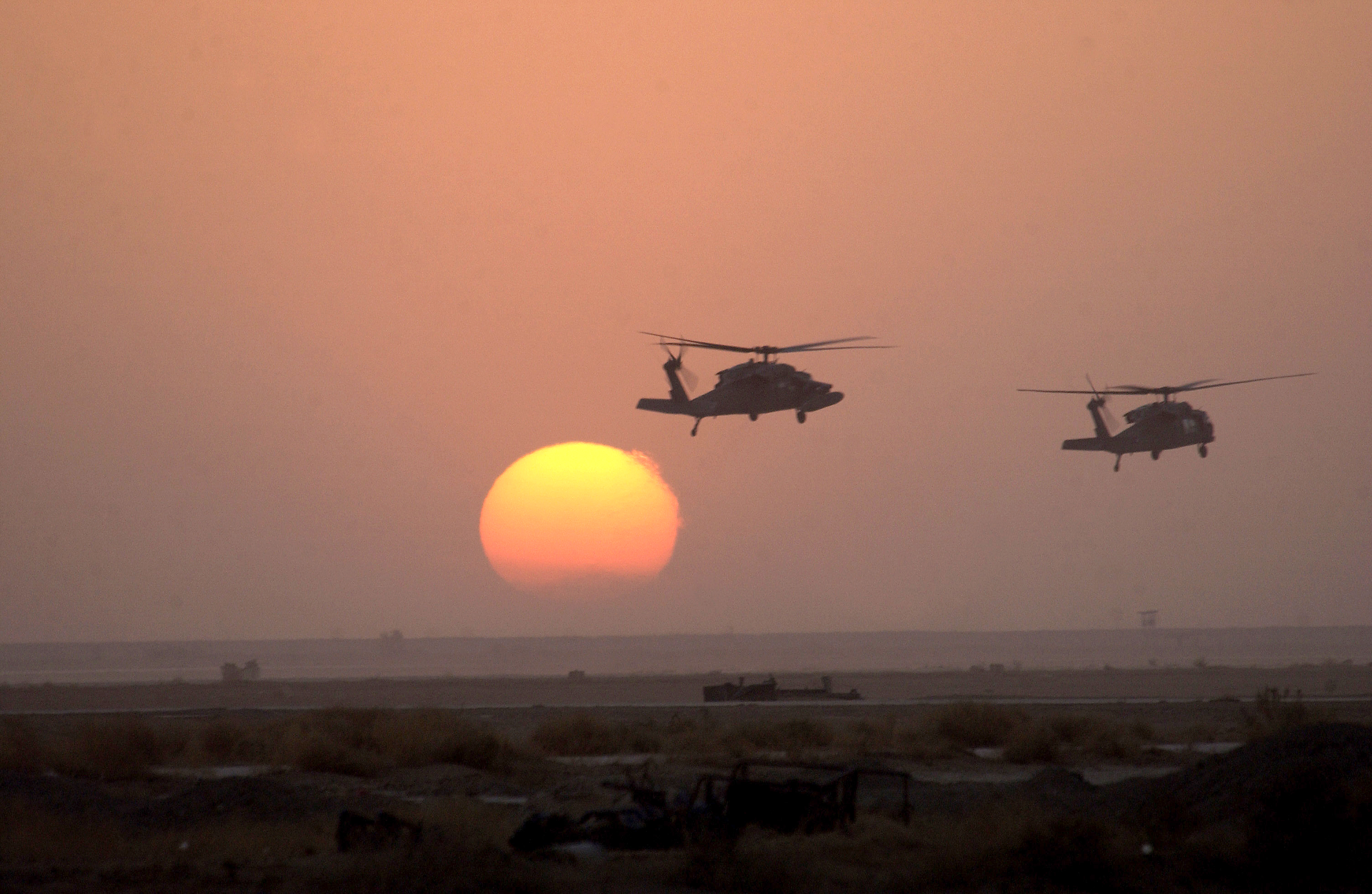
前線に配備されたアメリカ陸軍のヘリコプター、UH-60 ブラックホーク（2003年4月2日）

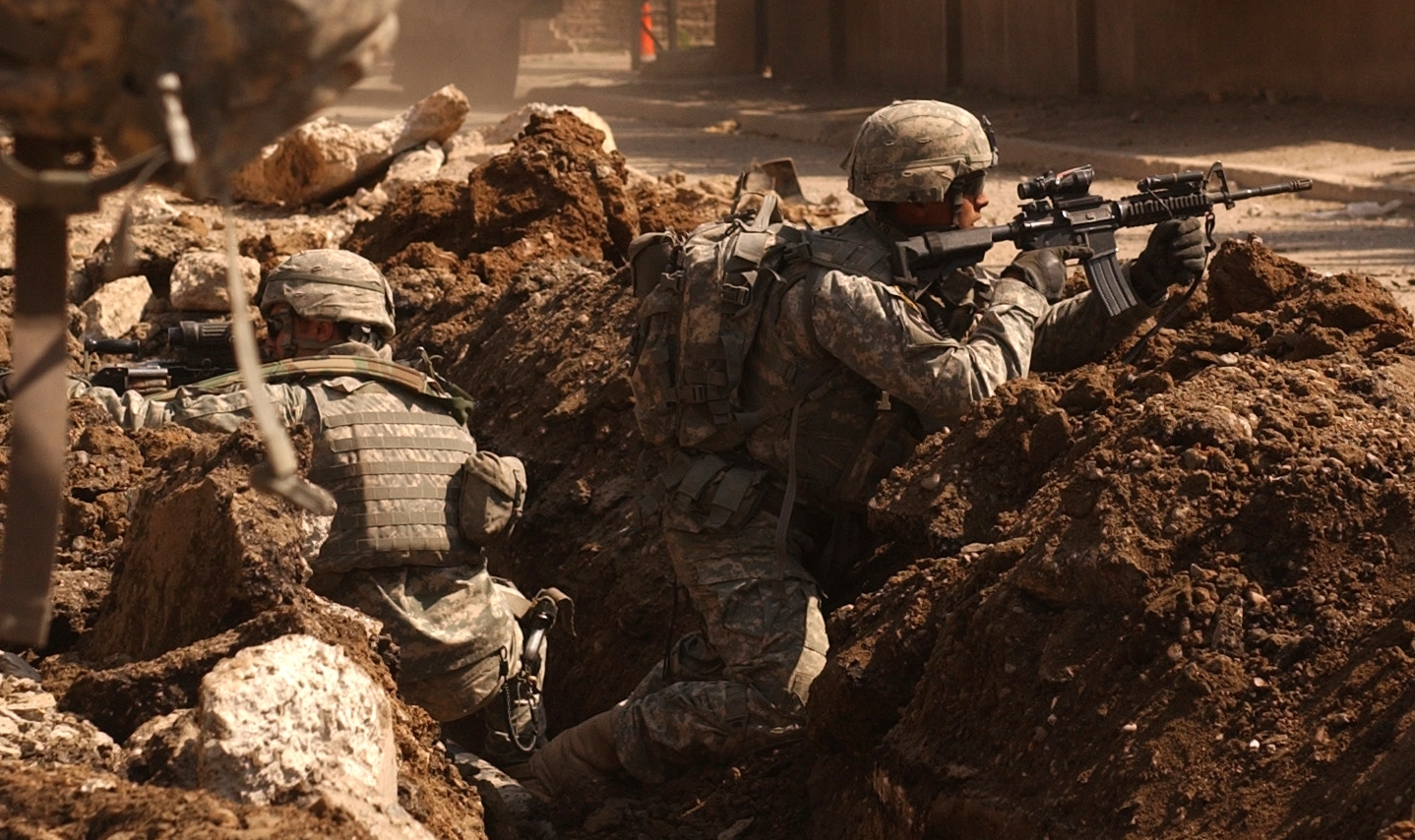
首都バグダードで銃撃戦を行う米軍兵士

投入された兵力は1991年の湾岸戦争が66万人であるのに比較して、26万3千（アメリカ陸軍とアメリカ海兵隊で約10万、イギリス軍3万。海空軍、ロジスティク、インテリジェンスなどをふくめるとアメリカ軍約21万4千、イギリス軍4万5千、豪2千、ポーランド2.4千）と非常に少ない。GPS誘導爆弾やレーザー誘導爆弾など高性能の武器を効果的に用いることで特定の拠点を効率的に破壊するドクトリンとした。
これは、湾岸戦争後にコリン・パウエルによって提唱された「パウエル・ドクトリン」と呼ばれる戦争のスタイルと対照的である。各国の軍事専門家の間でもイラク戦争における米軍の戦術がどの程度功を奏するかについては注目され、あるいは心配されていた。
この計画を積極的に提唱したのはラムズフェルド国防長官だと言われている。ラムズフェルドはかねてより、パウエル・ドクトリンはベトナム戦争からの教訓として形成された「ワインバーガー・ドクトリン」の亜流であり、時代遅れになりつつある、との見解も表明している。
実際にイラク戦争では、開戦劈頭における航空機のピンポイント爆撃をはじめとする空爆と巡航ミサイルによる結節点の破壊によって、イラク軍の指揮系統は早期に崩壊した。組織的抵抗力を開戦直後にほぼ喪失したイラク軍は、各地で散発的に抵抗するしかなくなり、アメリカ軍は完全に戦争の主導権を握った。
事前の大方の予想を裏切り、アメリカの陸上部隊も迅速にバグダードまで進軍することに成功した。このことはアメリカの圧倒的軍事力を（一時的なイメージだけであれ）世界中に見せつける結果となった。軍事大国アメリカの存在感をいっそう高めて、中東を始め世界各国に改めて示すことができた。「開戦前から戦争が泥沼化する」と予想していた研究者もいたが、この初期の圧勝によって彼らの主張は全く受け入れられなくなった。
この戦争ではスティンガーで武装させたMQ-1がイラク軍のMiG-25と交戦して互いに対空兵器を装備した有人機と無人攻撃機の史上初の空中戦も行われ、続く占領下の武装勢力との抗争では遠隔操作の無人自走機関銃を初めて実戦投入され、戦場のロボット化が進んだ。
この軍事的成功はC4ISR化（指揮・統制・監視・偵察のIT化とコンピュータ化）をいっそう促し、RMA（軍事革命）という考え方が台頭した。イラク軍に69式戦車など兵器を大量に供与していた中国もイラク軍の一方的な敗北に衝撃を受けて中国人民解放軍は特にC4ISRと無人航空機（ドローン）の活用などに注目していたとされる。

## 大量破壊兵器捜索
大量破壊兵器の保有に関してはUNSCOM主任査察官のスコット・リッター、IAEA事務局長（肩書きはいずれも当時）のエルバラダイらは当初から否定的であった。
イラク国内に入ったアメリカ軍は、大量破壊兵器の捜索を行った。また、UNMOVICも現地入りし捜索を行った。しかし捜索にもかかわらず新たな大量破壊兵器は発見されず、2004年9月13日にパウエル国務長官は「見つからないだろう」と捜索断念を明らかにした。
CIAに依頼されて大量破壊兵器調査団長を務めた政治評論家のデビッド・ケイが、2004年1月28日の上院軍事委員会公聴会で「私を含めてみんなが間違っていた。調査活動が85％ほど終了した今、生物・化学兵器が発見される可能性はもうないだろう」と証言した。同年10月にはアメリカが派遣した調査団が「イラクに大量破壊兵器は存在しない」との最終報告を提出。匿名密告者カーブボールによる大量破壊兵器の情報の信憑性が薄いものであったことが明らかになった。この事に関してサッダーム・フセインは、拘束後のFBIの取調べで、イラクが査察に非協力的だったのは「大量破壊兵器を保持しているのをほのめかすことでイランや国内の反政府勢力を牽制しようとした」ためで、化学兵器などの大量破壊兵器は「湾岸戦争後の国連の査察ですべて廃棄させられたため最初から無かった」と証言している。
アメリカ政府は大量破壊兵器に関するCIAの情報に誤りがあったことが原因であるとし、議会で調査が行われる事態となった。
一方、大量破壊兵器が発見されなかったことで、イラク戦争を支持した同盟国にも動揺が走った。最大の同盟国であるイギリスでは、ブレア首相が開戦前に「フセイン政権が生物化学兵器の使用を決定した場合、45分以内に配備できる」という報告書を提出し、情報の真偽を巡って政府職員に自殺者まで出していたため「国民を騙した」として支持率が急落、任期を残しての早期退陣に追い込まれた。デンマーク国防相のイエンスビュも開戦前に「大量破壊兵器問題をめぐる報告書」を提出してイラク戦争を支持したため辞任を余儀なくされた。また、ポーランド大統領のクワシニエフスキは「アメリカに騙された」と批判し、日本の久間章生防衛相も「大量破壊兵器があると決め付けて、戦争を起こしたのは間違いだった」と発言し物議を醸した。アメリカを当初から支持した日本の外務省は、2012年12月にイラク戦争への対応に対する検証結果の報告を行った。この報告ではイラクに大量破壊兵器が不存在であることを証明する情報を外務省が得ていなかったと結論付け、外務省のとった対応は概ね適切であったと述べている。オーストラリア国防相のブレンダン・ネルソンにいたっては、「原油の確保がイラク侵攻の目的だった」と開き直る発言をして批判を浴びた。
ブッシュ大統領は退任直前のインタビューで「私の政権の期間中、最も遺憾だったのが、イラクの大量破壊兵器に関する情報活動の失敗だった」と述べたが、大量破壊兵器を保有していないことを事前に知っていれば、イラク侵攻に踏み切らなかったのではという質問に対しては、「興味深い質問だ」と述べただけで、明確な返答を避けた。また、イラク戦争に賛成したヒラリー・クリントンは、2014年に侵攻は誤りだったと述べている。
ISILはイラク国内にあり、米軍が破壊できなかった元化学兵器工場で略奪を行い、サリンなどを含む2500発もの化学兵器を持ち去った可能性が示唆されている。元化学兵器工場はバグダード付近にあり、1980年代から1990年代に実際に稼動していた。イラクでは2014年夏ごろから武装勢力やテロ集団による襲撃により、この元化学兵器工場のコントロールを失っていたとされている。

## フセイン政権とアルカーイダの関係
2008年3月、アメリカ国防総省は正式に「フセインとアルカーイダの関係を示す決定的証拠はない、認められるのはパレスチナ武装勢力との関係のみ」とする報告書をまとめた。なお、報告全文は当初インターネット上での公開が予定されていたが、直前になって突如文書頒布のみに切り替えられた。

## 占領政策

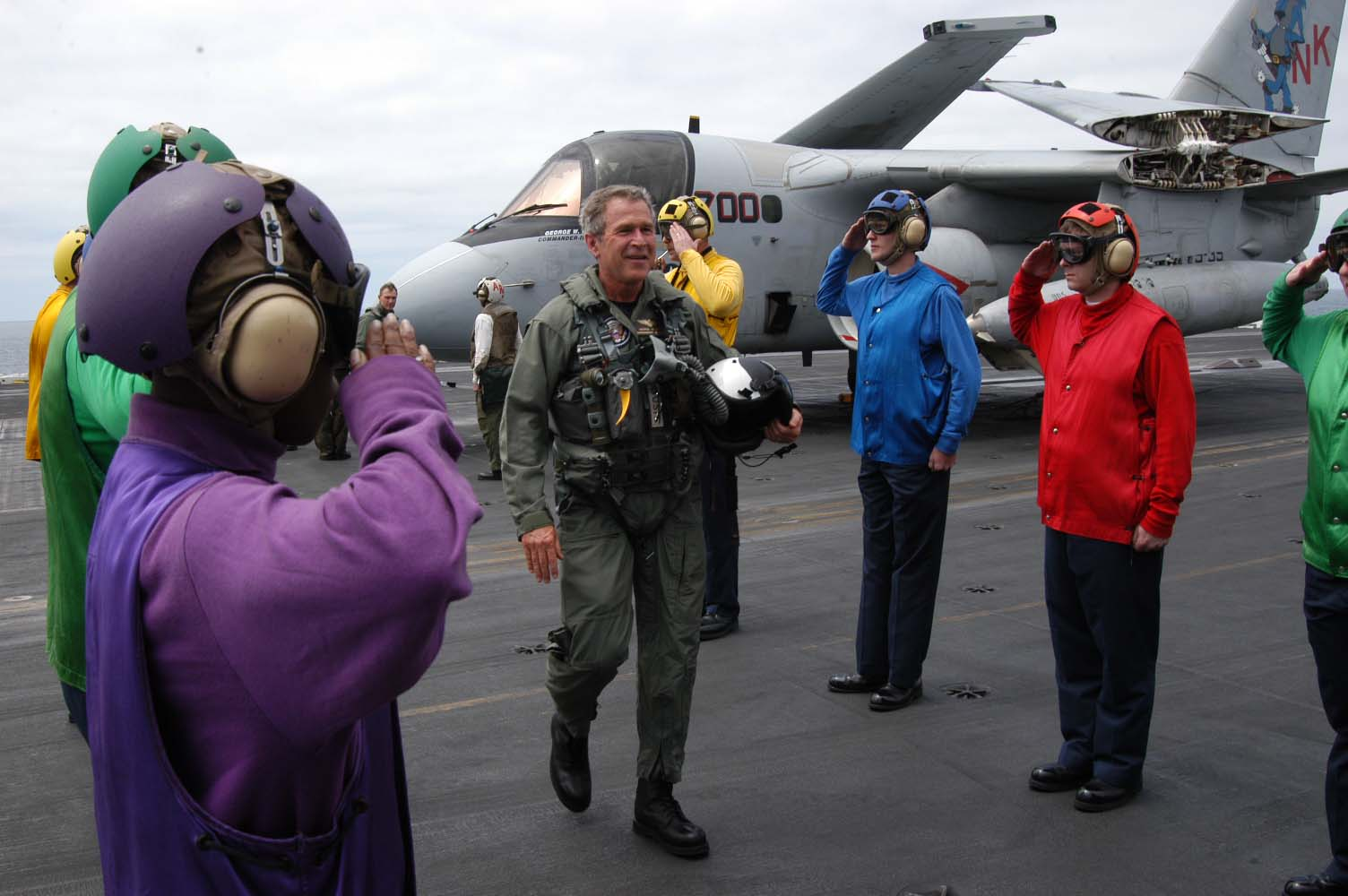
対イラク戦争「勝利宣言」を行うため空母エイブラハム・リンカーンに降り立ったアメリカのブッシュ大統領

イラク戦争は5月1日の『戦闘終結宣言』によって、連合軍は圧倒的勝利という姿で、形式的にはイラクへの攻撃を終了した。イラクはアメリカ軍のバグダード進攻によるフセイン政権崩壊以降、国連安保理決議1483に基づいてアメリカ国防総省人道復興支援室および連合国暫定当局（CPA）の統治下に入って復興業務が行われることとなった。
アメリカ軍がバグダードに進撃すれば市民は諸手を挙げて歓迎し、米軍と共にフセイン体制打倒に決起してくれるだろうと考えていたブッシュ政権であったが、その観測は後に裏切られることになる。

### 占領政策のつまずき
少数の兵力しか用いないという米英軍の戦術は進攻作戦においては大いに役に立ったが、占領政策にはひどく不向きであったと現在では考えられている。敵の軍隊のみを排除すればいい軍事行動とは違って、占領時にはインフラの復旧、治安の確保、食糧の配給など様々な活動が求められるが、兵士の数が足りないためどれも完全には行えず、結果イラク国民の反発を招き、更に治安の悪化が進み、より多くの兵士が必要となるという悪循環を招いている。
進攻当時、抵抗らしい抵抗をしなかった旧イラク軍だが、大規模兵器を早々と放棄し、小型の武器弾薬を密かに隠して米軍に対してレジスタンス攻撃をしきりに行い、現在も継続していると考えられている。これはフセイン自身も証言し、大統領宮殿などからも証拠を確保したが、湾岸戦争終結時より計画していたもので、経済制裁を受ける中で、最低限の材料で爆弾を製造する方法なども情報機関や軍によって研究されており、攻勢を受ける間は抵抗せずに地下に潜り、攻勢をやめた占領軍に対して爆弾で攻撃をかけていると考えられた。米英軍の占領政策はこのような事態を全く予測しておらず（ないしは非常に軽視したものと考えられ）、これは明らかに情報分析の初歩的敗北であり、「戦闘終結宣言」後に大量の死者を出す結果を招いた。現代において戦場で最も重要視される情報入手・統制、リスク分析において欠陥があったことは米英占領軍にとってはかなりの痛手であった。現状ではさらに旧軍人だけでなく、武装集団や過激派も活動を活発化させており、アメリカ軍や軍属、イラクで活動する民間人やマスコミ関係者への襲撃も増加している。
また、バグダードなど大都市を占領すると、圧政から解放されたと感じた市民が略奪に走り、博物館の展示物や商店の品物が略奪の対象となった。これはこのような無政府状態に対する準備が行われていなかったことの表れでもある。また市民の略奪に紛れ、武装勢力の中には市役所や警察署などを対象に狙う者もあり、米英軍はこれも防ぐこともできなかった。後に占領政策に移ると、市民の登録情報や個人情報、自動車の登録番号などが根こそぎ持ち去られるか、破壊されていることがわかった。このため、車爆弾や自爆テロで用いられた自動車のナンバーが判明しても、所有者がわからないためレジスタンス組織の検挙に繋がらなくなっている。
2009年1月、ブッシュ大統領は最後の記者会見で対テロ戦争は正当化したものの、2003年に行なった「戦闘終結宣言」は誤りであったことを認めた。正式な「終結宣言」は、さらに7ヵ月後の2010年8月31日、新たに大統領に就任したバラク・オバマによってようやく為されることになる。

### 占領政策の民営化
復興業務には「ハリバートン」社、「ベクテル・インターナショナル」社らアメリカの民間企業がいくつも参加していた。戦闘終結直後に民間企業が続々と参加してくることは初めてであったが、これら実験的な政策はチェイニーらブッシュ政権閣僚の肝いりであったと言われている。
本来は軍が行ってきた輸送業務などを、安全が確保された地帯に限って民営化し、民間企業がトレーラーなどを使って食糧や物品、軍事物資を輸送する、民間企業は同時に石油開発事業も行って利益を得る、と言うものであった。アメリカ国防総省から見れば、戦争で大きな比重を占める輸送業務を民営化することで、その分の兵力と予算を作戦に回すことができ、効率的だと考えられた。
しかし、実際にはイラクは戦闘状態にあり、輸送任務についた民間のトレーラーは、アメリカ軍の護衛がついているとはいえ、すぐに武装勢力の標的となり、銃撃、爆弾攻撃、ロケット砲攻撃、殺人、誘拐が相次いだ。運転手にはアメリカ人の他、現地のイラク人やネパール人、フィリピン人ら賃金の安い外国人を雇用したが、彼らも数多く戦闘の犠牲となり、また度重なる攻撃によって幹線道路周辺は治安が悪化し、民間企業では手に余る状態となった。アメリカ軍は治安悪化によって兵力が不足し始めると、警備業務を民間軍事会社などの企業に委託するようになった。民間軍事会社に所属するかなりの数の警備員が高報酬に応じてイラクに入ったが、彼らも数多く殺害されている。武装勢力と戦闘して死亡した者も多い。ただし、警備員は飽くまで民間人であるため、死亡しても“戦死者”には計上されない。民間軍事会社の社員は多くは警察、軍の出身者であり、国籍も多様である。2007年9月にブラックウォーターUSAがイラク民間人17人を殺害、24人を負傷させる事件（ブラックウォーター事件）が起き、非難を浴びた。合衆国政府は少なくとも14人の射殺には正当性が認められないと判断しているが、ブラックウォーター社との契約を延長している。
このように、輸送業務は麻痺状態に陥っているため、前線の兵士まで物資が十分に届いていないことが、兵士が家族に当てた電子メールなどでわかっている。特に水不足が深刻で、摂氏50度の砂漠の中で水分補給をぎりぎりまで制限されていると言う。また、現在のアメリカ軍はベトナム戦争の頃とは違って徴兵を行っていないため、イラクの状況から入隊希望者が集まらず、兵士の絶対数の確保が困難となっている。このため前線の兵士は数か月で帰還できるところを、1年以上待たされていることも普通である。この人員不足をアメリカ軍は州兵（国家防衛隊）で補っているが、彼らも同様に扱われる上、同じ州兵を繰り返しイラクに派遣するなど、待遇は悪化している。さらに州兵の不在が、結果としてアメリカ国内での災害の発生・拡大に深く影響を与えることも、2005年のハリケーン・カトリーナによって明らかとなった。
一方、石油開発は油田施設やパイプラインへの攻撃で産油量が低迷。世界第二位の埋蔵量でありながら、安定した供給を行えない上、ブッシュ大統領が発言した「世界民主化」は、民族自決に反するものであり、王政や専制であるアラブ諸国の不信感をますます募らせたため、石油危機の再来が恐れられた。このため、石油メジャーを中心に石油資源買いが発生し、原油価格は戦闘終結宣言後から急速に価格が上昇した。

### 反米武装勢力の攻撃
連合軍はイラクと講和したわけでも、停戦協定を結んだわけでもなく、いわばアメリカが（起こる兆候さえなかった）クーデターに手を貸して旧体制を転覆、一方的に終結を宣言したに過ぎない。これは前述したように、旧イラク軍やバアス党旧政権が地下に潜ってしまったためである。また、戦闘が終結したことにすると、復興事業に乗り出すことができ、戦闘には参加できない国も兵力を差し向け易くできると言った政治的な意味合いが強かった。
イラク軍は開戦前の投降呼びかけに2000名が応じるなど戦意が低く、進攻中もほとんど反撃できず、極めて脆弱に見えた。アメリカ兵の死者は136名と湾岸戦争をさらに下回り、「イラク戦争は大成功であった」と世界に見せ付けることとなった。しかし、サッダームの一族や旧政権関係者は逃亡、また実際には戦闘終結宣言以降も散発的な戦闘が続き、アメリカ軍や有志連合を標的とした攻撃も頻発するようになった。8月には国連事務所を爆破して国連事務総長特別代表だったセルジオ・デメロらを殺害、国連チームの撤収に至った。
この当時の攻撃は主にイラク軍や秘密警察の残党によるものだと考えられ、大統領だったサッダーム・フセインや、その2人の息子であるウダイとクサイや政権幹部らに指示されていると思われた。しかし、アメリカ軍による残党狩りによって逃亡した政権幹部の逮捕が進められ、7月にはウダイとクサイが共に戦死、この年12月にようやくサッダームが逮捕されるに至ると、一時的に攻撃が増加したものの、事態は収束に向かうかに見えた。 ただし、この残党による攻撃によって5月までの戦闘によるアメリカ兵の死者数を上回る犠牲者が発生した。

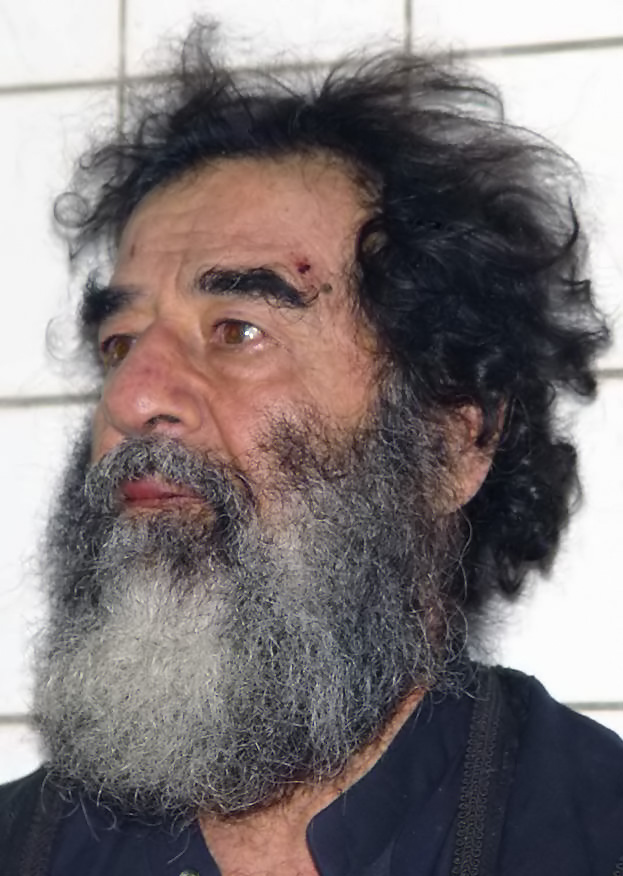
拘束直後のサッダーム・フセイン

だが2004年に入ると攻撃の対象が拡大し、連合国暫定当局が設置した新しい警察や新しいイラク軍を標的とする事件が増えた。これらで犠牲になる者はほとんどがイラク人で、残党たちはアメリカ軍への攻撃に加えて、新体制の象徴たるものの破壊を狙ったと考えられる。また、民間外国人を狙った誘拐事件も頻繁に発生し、日本人民間人も被害に遭った。これらはイラク国内の武装勢力によるものと思われ、誘拐した人質と引き換えに軍を撤退させるよう要求するのが手口であった。ただ、彼らは宗教指導者の呼びかけに応じることも多かった。

### 大規模戦闘の勃発
2004年4月にはファルージャで反米武装勢力とアメリカ軍の間で、占領後初めての大規模な戦闘が起こった（ファルージャの戦闘）。また、この頃から南部でもシーア派イスラーム教徒が反米抗議を行うことが増え、一部の過激派が攻撃を加えた。更に、5月に米兵によるイラク人捕虜虐待が明るみに出ると、この反米運動は全国的な広がりを見せるに至る。6月に暫定政権が発足し、体制の構築が進むと、それに対応して攻撃も行われた。この頃から攻撃は無差別性が際立ち、大都市中枢などで一般市民を狙ったと思われるテロが相次ぐようになる。無防備ないわゆる「ソフトターゲット」と呼ばれる標的を狙うことについては、残党による手口だとは考えにくいと当時から囁かれた。また、この頃から、アルカーイダ系の武装集団がシリアやイランを通じて大量にイラク入りしていると報道された。
さらに、南部に多いシーア派の過激派民兵が8月に武装蜂起し、南部最大の都市バスラを中心に米英軍と戦闘となった。シーア派民兵はムクタダー・サドルに率いられ、組織的な戦闘を行ったが、民兵側の犠牲が相当数に上り、イラク・シーア派の指導者アリー・シースターニーの停戦呼びかけに応じ、1ヶ月ほどで沈静化へ向かった。
続く11月にはアルカーイダ系の武装勢力（アメリカ軍は当時そう考えていた）の活動がファルージャで活発になり、アメリカ軍は「夜明け」と命名した作戦によって攻撃した（ファルージャの戦闘に詳細）。しかし事前に大々的報道がなされたため、目的であるザルカーウィーらアルカーイダ系テロリストは既に逃亡、武装勢力も散った後であった。米軍が直接制圧に当たっているが、12月後半には7割の地域で武装勢力が回復したと言われている。また、ザルカーウィーにしても、彼が真に武装勢力の指導者であったことに疑いの声が上がる。アルカーイダの犯行と思われた事件のほとんどはフセイン政権の残党によるものと言う見方が、現在では強まっている。アメリカはこの作戦「夜明け」を実行するに当たり、バグダードの治安要員が足りなくなるため、イギリス政府に対して、バスラを中心としたイラク南東部を活動範囲としていたイギリス軍の一部をバグダードに転戦させた。
ファルージャの戦闘の一方は米軍だったが、他の一方は「反米武装勢力」とは断定できない。

### 政権発足と兵力縮小
この執拗な攻撃やテロに対し、有志連合を結成していた各国が次々に離脱を宣言した。特に開戦当初から支持を表明していたスペイン国内で2004年3月11日に列車爆破テロが発生したことは、派兵国に少なからず動揺を与えた。ブッシュ政権はイラクの治安悪化を理由として、派兵要員を13万人から15万人に増強する旨を発表した。さらに2004年11月のアメリカ大統領選挙終了後は20万人に増強する動きもあったが、実際は14万5千人までの増強で抑えられた。2005年4月には新憲法案の採択を行う移行政府が発足し、アメリカのイラク復興業務は次の段階に入った。
ところが、2005年の夏に起こったハリケーン「カトリーナ」の襲来時、肝心の被災地で活動すべき多くの州兵がイラクに派遣され救難活動が遅れたために2千人近くが死亡したとする批判が国内から相次いだ。このためブッシュ政権は一部の兵力を本土に帰還させ、イラク駐留兵力は13万8千人となった。12月の議会選挙の際にはさらに多い15万5千人に増員したが、翌2006年2月には早々と13万6千人に削減し、3月には13万3千人となった。また、2月には正式な民主政権が発足する予定であった事から、ポーランド、韓国、イタリアに引き続き、イギリス、オーストラリア、日本が相次いで兵力削減・離脱を発表した。しかし、シーア派とスンナ派（あるいは石油資源を巡るクルド人）の対立から政権建設は難航し、同月22日のアスカリ廟爆破事件によって宗派対立に発展した。このため、日英豪3か国の撤退計画は不透明なものとなった。

### 武装勢力抗争の激化

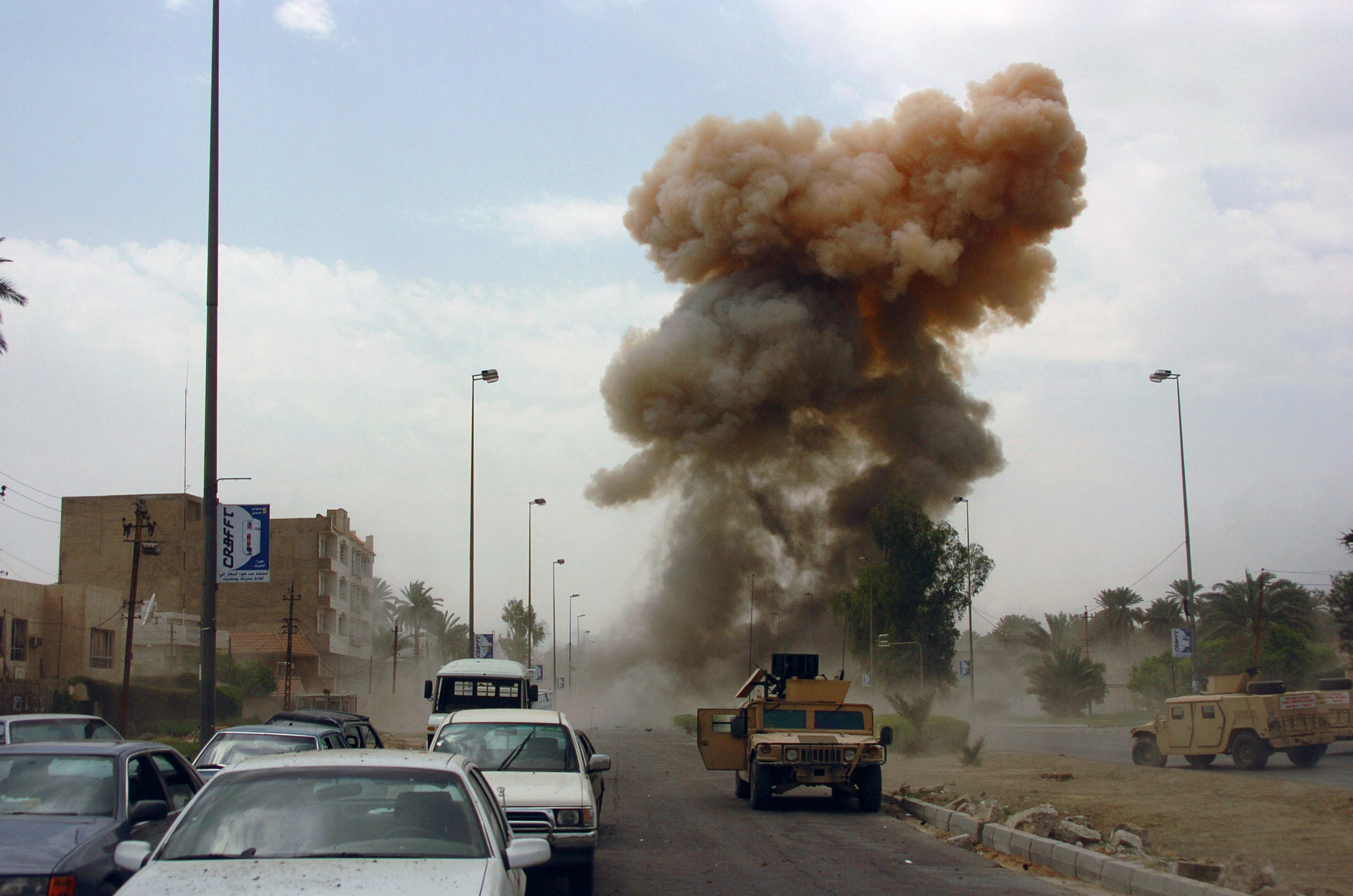
イラク警察を狙った車両の爆破

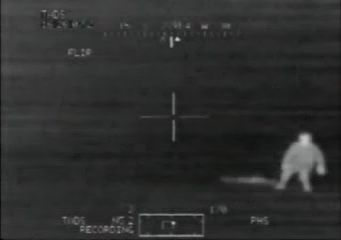
AH-64 アパッチのガンカメラから撮影されるイラク人。この直後アメリカ軍によって攻撃される。武装は確認できない（2004年頃）

アスカリ廟爆破以来、報復合戦となったシーア派とスンナ派の衝突は、3月に入ってからは沈静化したものの、一部で内戦の危機と報じられたが、多国籍軍はこれを否定した。しかし、一方で米メディアなどはイランの武装勢力が侵入してテロ工作をしていると報道し、アメリカ政府高官や軍もイランを（核開発問題を絡めて）非難している。武装勢力にはイラク人がシーア派、スンナ派、クルド人のグループがそれぞれいくつもあり、シーア派にはイランからの支援が、スンナ派はシリアが援助しているとも言われる。ただし、シリアは少数派のシーア派系アラウィ派がスンナ派を支配する国家形態であり、イラクのスンナ派政権とは長年対立を続けてきたため、これに積極的な支援を与えているわけではないとの見方も存在する。また、フランスに海外拠点を置く旧バアス党残党も他のスンナ派勢力と連携して活動を続けていると見られ（バグダード市ドーラ地区、アザミヤ地区を実質的に支配）、国外からもイスラム主義勢力などが侵入していると「戦闘終結宣言」直後からささやかれていた。

## 正式政府の発足

### マーリキー政権の発足
2006年4月に入ると、エジプトやサウジアラビアの要人が相次いで「イラクは内戦である」と発言し、これに対してイラク移行政府が強く反発した。しかし国内はシーア派とスンナ派による抗争が過激化し、連日テロや殺戮が起こっていた。スンナ派が反発したのは移行政府首相がシーア派過激派のサドルと親密だったからである。4月22日、シーア派系議員連合「統一イラク同盟」（UIA）は、首相にヌーリー・マーリキーを擁立した。スンナ派とクルド人も容認し、連邦議会が再開した。4月26日には早くもアメリカ政府からラムズフェルド国防長官とコンドリーザ・ライス国務長官が相次いでイラク入りし、これを歓迎した。
閣僚についての決定は、各宗派の調整に手間取り、閣僚をそれぞれの宗派の議席に割り当てることで合意するが、国防相と内相をマーリキーが兼任すると言う暫定的な形となった。5月20日にマーリキーが閣僚名簿を読み上げ、議会が賛成して承認され、正式政府が発足した。フセイン政権崩壊から3年が経過していた。アメリカ軍は、政権発足時に25万4000人のイラク治安部隊を32万5000人に増強し、12月までに95パーセントを達成するとした。しかし、アメリカ軍の撤退については、ラムズフェルド長官は「削減できればいいが、約束はできない」と発言した。
政権発足直後の6月7日、マーリキー首相とアメリカ軍は共同で、それまでイラク国内でテロを誘発してきたとされるザルカーウィーを、空爆作戦によって殺害したと発表した。成果は発足直後のアピールとして強調され、6月13日にはブッシュ大統領が電撃訪問してマーリキーを祝福したが、ザルカーウィーの配下は1,000名程度とされる一方、イラク全土の武装集団は20,000名以上と推測されており、アルカーイダも直後に後継者を発表したことから、政治的にも戦略的にも効果は薄いと見られる。実際、その後も一般市民を標的とした爆弾テロや、武装勢力による拉致、殺害、銃撃などは相次ぎ、2006年内のイラク国民の死者は3万4000人以上となった。政権発足後も状況に大きな変化はなく、米国政府とマーリキー政権は相互不信に陥りつつあるといわれる。
イラク政府は同国の安定化を模索する国際会議を3月10日にバグダードで開催すると発表した。イランやシリアを含む周辺諸国のほか、米国をはじめとする国連安保理の5常任理事国、アラブ連盟、イスラム諸国会議機構（OIC）が招待された。4月にも開催予定で日本などサミット参加国も加わる。米側は国務省報道官の記者会見などで路肩爆弾による米兵への攻撃問題を取り上げたいと表明した。

### サッダーム・フセインの死刑執行
2006年12月30日、サッダーム・フセインが処刑された。

### スンナ派住民とアルカーイダの対立
スンナ派が多数を占める町では米軍に対する攻撃が盛んであるが、国外から侵入するアルカーイダ系勢力に対しても外国の武装勢力だとして武力衝突が生じていた。その一方で資金力に優れるアルカーイダと一部スンナ派武装勢力が対米攻撃で協力関係を結ぶなど、スンナ派地域へのアルカーイダの浸透も進んでいた。
そこでアメリカ軍はイラクのアルカーイダ系組織の幹部ザルカーウィーの脅威を強調し、ザルカーウィー派掃討を目的とした空爆などの過激な攻撃をスンナ派地域で繰り返した。この時スンナ派の間では、攻撃による巻き添え被害の大きさからザルカーウィーを追放しようとする動きが強まった。
2007年に入り、アルカーイダの過激な活動に反発するスンナ派市民までがテロの対象とされ、塩素ガスを用いたテロによる多数の被害者を出し両者間の溝が表面化した。4月には主要なスンナ派武装勢力の一つ「イラク・イスラーム軍」が構成員30人をアルカーイダに殺害されたとして、ビン＝ラーディンに対する非難声明を出した。
こうした「反アルカーイダのスンナ派」と「アルカーイダ系スンナ派」の対立のなかで、アメリカ軍が反アルカーイダのスンナ派部族と協力関係を持つなど、事態は一層複雑化している。バグダード中心部にあるマンスール・ホテルのロビーで6月25日に発生した自爆テロでは、アルカーイダ系過激派との戦いに協力した6人のスンナ派部族指導者が殺害された。

ヘーゲル、オバマ両上院議員とヘリでバグダードを視察するペトレイアス司令官（中央）

## 増派による治安回復

### ペトレイアス戦略
2007年1月10日、ジョージ・ブッシュ米大統領は「イラクの混乱の原因はすべて私にある」とテレビ演説し、陸軍5個師団・1万7500人、海兵隊2個大隊・4000人から成る、最大で米兵2万2000人のイラクへの一時増派を明らかにした。兵力増強をブッシュに進言したのはジョン・マケイン上院議員だとされる。2月にはイラク駐留米軍の司令官にデービッド・ペトレイアスが就任した。具体的には、1万数千人がバグダードで治安維持に当たるほか、治安悪化の著しい西部の州にも7000人程度が派遣され、ゲリラ掃討に当たるというものであった。また、この戦争と占領によって、米本国の陸軍と海兵隊の人員が不足したことから、数万人規模で増員した。
さらに、ペルシャ湾に空母打撃部隊2個部隊を配備するなど、イラクのほか、イランやシリアに対する軍事的威嚇の度合いを強めている。同年3月までに憲兵やヘリコプター部隊が増派され、増派規模は最終的に3万人となった。しかし、過去数度にわたる増派の効果がいずれも薄かったことから今回の増派の効果を疑問視する声は根強く、同年1月24日には上院外交委員会で増派反対決議案が可決・上程され、翌月17日には下院本会議で増派反対決議が賛成：246対、反対：182で可決、共和党からは17人が賛成に転じた。ただ、上院では本会議に上程されたものの審議打ち切りに必要な60票には到達せず同案は廃案となった。増派反対の世論は61%（2007年3月18日・CNN世論調査）にも上っていた。前述のマケイン上院議員は、側近議員数名と同年4月にバグダードを訪問し治安状況を視察したが、その際には護衛が100人以上つくなど、治安状況は悪化の一途をたどっていた。
しかしながら、同年5月25日には、撤退期限を明示しない1000億ドル相当の対イラク戦費法案が上下両院を通過（下院では280対142、上院では80対14）、夏以降の増派は一定の成果を見せ、2007年の米兵死者数は年間では過去最悪の901人を記録したが、5月の126人をピークに9月以降減少傾向を見せ、10月にの米兵戦死者は39人に減少、11月には37人、12月はその数は更に下回り23人となった。米軍は依然として状況を楽観していないが、2004年2月の20人に次ぐ低水準となった。これには、ペトレイアスの新たな治安維持戦略が挙げられる。
ペトレイアスの戦略は「交番作戦」と称されるもので、防御を固めた少数の大規模駐屯地を中心に活動を展開した前任の司令官ジョージ・ケイシーとは異なり、地域に広く展開して継続的なプレゼンスを確立することに重点をおいていた。また、同時に人道復興活動等を強化して地域住民に対する心理的プレゼンスを確立することも重視しており、前述のアルカーイダに反発するスンナ派諸部族や同派部族を代表する覚醒評議会（Majlis al-Sahwa）との連携強化につながった、こうした硬軟の使い分けにより、2007年7月のバアクーバでの戦闘でイラク聖戦アルカーイダ機構に大攻勢をかけ、ペトレイアス司令官によると、聖戦機構の6 - 7割に打撃を与えたとしている。2007年10月には軍内部で対聖戦機構勝利宣言が検討されたが、その際には慎重論が大勢を占めた。

### 2008年
2008年1月には石油生産量が開戦前と同水準の250万バレルにまで回復した。また、フセイン拘束を指揮したことでも知られるレイモンド・オディエルノ副司令は2008年8月までには米軍の駐留規模を2、3万人削減できるとの見通しを示している。2008年4月8日にはペトレイアス司令官が上院で証言を行い、増派前の水準への兵力削減を発表する一方、武装勢力との攻防が依然一進一退の状況であることから、それ以上の追加撤退については否定した。同年7月22日までに増派された部隊は撤退完了を遂げた。
また、同年4月の米兵戦死者は、後述のシーア派同士の抗争から一時的に治安が悪化し52人に上るが、翌5月は戦況が再び好転し、米兵の死者は開戦以来最低の19人、多国籍軍全体でも21人に留まった。更に、同年7月には戦死者は11人に留まり治安回復傾向がより顕著になった。それを受けブッシュ大統領は派遣された兵士の駐留期間を15か月から12か月に短縮することを発表した。また、CBSの調査によれば2007年8月には2000人を数えていた民間人の死者は、2008年6月には490人に減少、多国籍軍に対する攻撃も1500件から200件に激減した。更に、同年9月の米兵の死者は8人に減少し、10月には7人にまで減少した。同月のイラク人の死者も238人と開戦後最低を記録した。
ペトレイアスは、治安回復の功績を認められ、ディック・チェイニー副大統領との対立から米国中央軍司令官の職を辞した海軍大将ウィリアム・ファロンの後任に、10月31日付けで就任した。また、これらを受け、同戦争及び増派に反対の立場を取ってきたバラク・オバマ上院議員は9月4日のフォックス放送の取材に対し、増派の成果を認めている。2008年12月現在、イラクには14万6000人の米兵が駐留している。
2009年3月にABC、BBC、NHKが行った合同調査によると、85%が治安が良い、もしくはかなり良いと答えているなど、イラク人の治安に対する実感も上昇しているとされる。

### 治安権限委譲
多国籍軍がイラク国軍と警察により管理ができるまでに治安が回復したと認める県についてイラク政府へ治安管理権限が返還されている。これを治安権限の委譲（Transfer of Security Responsibility / control）という。2006年9月にイギリス軍管理下のムサンナー県から始まり、2008年9月に11番目として初めてスンナ派が多数を占めるアンバール県の治安管理がイラク政府に返還された。
| 番号 | 年月       | 県                 | 備考                             |
| ---- | ---------- | ------------------ | -------------------------------- |
| 1    | 2006年9月  | ムサンナー県       | イギリス軍管理下                 |
| 2    |            | ジーカール県       | イギリス軍管理下                 |
| 3    |            | ナジャフ県         | ポーランド軍管理下               |
| 4    |            | マイサーン県       | イギリス軍管理下                 |
| 5    |            | アルビール県       | アメリカ軍管理下、クルド人自治区 |
| 6    |            | スレイマニヤ県     | アメリカ軍管理下、クルド人自治区 |
| 7    |            | ドホーク県         | アメリカ軍管理下、クルド人自治区 |
| 8    |            | カルバラー県       | ポーランド軍管理下               |
| 9    | 2007年12月 | バスラ県           | イギリス軍管理下                 |
| 10   | 2008年7月  | カーディーシーヤ県 | ？                               |
| 11   | 2008年9月  | アンバール県       | アメリカ軍管理下、スンナ派       |
| 12   | 2008年10月 | バービル県         | アメリカ軍管理下、スンナ派       |

## 再不安定化

### スンナ派とシーア派の対立、シーア派内部の対立
フセイン政権下では人口の2割の少数派のスンナ派が支配していた。フセイン政権崩壊後はこれまで支配下に置かれていたシーア派勢力が政権の中枢に躍り出たが、スンナ派にとっては不満が残るものであった。 
さらにイラク戦争から5年を迎えた2008年3月に入ると、そのシーア派内でも内部抗争が勃発。同派の強硬派であるムクタダー・サドル一派と政府との対立が表面化した。政府軍とマフディー軍が、同月25日にバスラで衝突したのを皮切りに、クート、ヒッラ、バグダードに拡大。マーリキー首相自身が陣頭指揮を執った、25日のバスラでの戦闘では双方合わせて31名が死亡した。26日にマーリキー首相は、28日までのマフディー軍の武装解除を要求、一方のサドルも前日のナジャフでの声明で徹底抗戦の構えを見せている。27日には両者の戦闘でバスラ近郊の石油パイプラインが爆破された。また同日には、ジョージ・ブッシュ米大統領がオハイオ州での演説で政府軍支持を鮮明にした。更に、同日深夜にはバグダードで外出禁止令が発令された。翌28日には政府軍に同調した米軍が南部・バスラのマフディー軍施設を空爆した。同日にマーリキー首相は、マフディー軍の武装解除期限を4月8日まで延長すると発表した。30日にはサドル自身がマフディー軍に対し戦闘中止を呼びかけ、31日にはバグダードの外出禁止令が解除された。

### クルド人自治区の問題
イラク北部の都市キルクークには巨大な油田があるために、サッダーム・フセイン政権の下、トルコ人、クルド人が追い出された経緯を持つ。2003年4月の第2週頃、アメリカ軍のキルクークへの進攻に伴いイラク人は町を離れ、周辺都市からクルド人が来訪、略奪を繰り返すようになった。トルコは自国のクルド人が独立国家を設立しようとする可能性について懸念を抱いており、キルクークがクルド人自治区となること（ひいては原油関連事業の資金がクルド人の手に渡ること）に反対していた。アメリカ政府もトルコ政府のこの方針に賛成し、クルド人自治区はほとんど現状維持という形となった。
しかしながら、当然のこととしてクルド人の独立志向がそれで止むということにはならず、キルクークやモスルでペシュメルガによるアラブ人やトルクメン人、アッシリア人に対する民族浄化が多く報告される他、2006年9月にはクルド民主党党首であり、自治区議長を務めるマスード・バルザニが自治区でのイラク国旗使用を廃し、クルド旗の掲揚を命じる議長令を発布する等事実上の独立に向けた動きを加速させている。
こうした中、2007年3月末にはクルド人のキルクーク帰還と入植アラブ人の帰郷を進める法律にマーリキー首相が署名した。
しかし、入植アラブ人の帰郷が強制的な追放ではなく当人の任意とされたことに同法案をキルクークのクルド自治区編入と、対アラブ人民族浄化の総仕上げと位置づけるクルド側は強く反発しており、またアラブ人側もシーア派主体の同市においてマフディー軍が躍進するなど強い抵抗の構えを見せている。
また、同市の民族紛争においてはアルカーイダを始めとするスンナ派の武装組織がマフディー軍に協力を与えているとの報道もあった。この様な民族間、宗派間の綱引きの結果、2008年現在未だにキルクークの帰属に関する投票は行われていない。
また後述するトルコとの緊張状態もあわせ、イラク政府も含めた『自治区全周の脅威に備えるため』としてPKK、PUK両党は一貫してペシュメルガの拡充を続けており、その総兵力は公称だけでも20万を超えるに至った。
一方で、民族としての単一性を高めることで治安・経済を安定させ、独自に海外からの投資も多く受け入れるクルド人自治区に安全と職を求めて自治区外からアラブ人の国内難民が流入する矛盾に満ちた状況も発生している。ただし、元々の経済規模の小ささに加え、根強い反アラブ感情もありアラブ系難民にまともな仕事があてがわれることが少ないこともまた事実である。

### トルコとの緊張状態
トルコは国内に多くのクルド人を抱えており、クルド人勢力のテロと分離独立の動きを警戒している。イラクからのクルド人勢力の越境テロもあり、アメリカとイラクに対して対応を求めているが、治安の悪化を恐れて積極的な対応はされていない。こうした中、トルコは国境地帯に軍を展開させたが、逆に国境地帯でクルド労働者党（PKK）がトルコへの攻撃を激化させた。2007年6月にはPKKが拠点とするイラク北部のクルド人自治区に対してトルコ軍が大規模な越境攻撃を実施したとの報道が流れたが、トルコ側は限定的な作戦だったとして否定した。
その後、10月7日（ハッキャリでの武力衝突 (2007年)）にトルコ兵13人が死亡するPKKの攻撃があり、トルコではイラク北部への1年間の越境軍事活動を可能にする法案が可決された。しかし21日には再びPKKの攻撃によりトルコ兵17人が死亡、応戦でPKKの32人が死亡し緊張が高まった。
イラク国境を挟んだ緊張状態はPKK及びトルコ軍航空部隊両者の数次に渡る越境攻撃を経て持続され、2008年2月21日、トルコ軍はついに2個旅団数千人規模の部隊をイラク北部へ越境進行させた。
これに対しPKKは激しく抵抗、クルド自治区もペシュメルガにトルコ軍との遭遇した場合には応戦するよう命じ、情勢は一触即発の事態にまで進展した。しかし、トルコ軍は結局アメリカ政府の強い圧力の下に初期の目的を果たせぬまま撤退を余儀なくされ、イラク政府は3月1日までにトルコ軍越境部隊の撤収を確認し、危機は一応の収束を迎えた。また、同軍の越境攻撃に関してはレジェップ・タイイップ・エルドアン首相は消極的であったとされるが、ケマル・アタテュルク以来の国是である政教分離を守ろうとする軍部と首相の所属政党でイスラム主義を標榜する公正発展党の内部から突き上げられ、両者との板ばさみになっている側面もある。

## 終結
2008年米大統領選で、イラク戦争を「間違った戦争」と批判し、駐留米軍の早期撤退を公約とするバラク・オバマが当選。2009年1月に就任すると、翌月には2010年8月末までにイラクからほとんどの米軍部隊を撤退させ、同国での戦闘任務を終了させることを発表した。度々の延期がありながらも、2011年末の完全撤退が決まり、2011年12月14日にオバマはイラク戦争終結を宣言した。

## その後

### ISILとの攻防
2011年にアラブの春が勃発し、イラクの周辺でもシリア内戦が勃発するなど不安定化が著しくなった。ISILは旧バアス党員を吸収し、スンナ・シーア両派の対立を利用しながらイラクとシリアで勢力を拡大、内部分裂で弱体化していたイラク軍は2014年にモースルを奪われた。これを受けて、米国は2014年8月から航空攻撃を行い、地上部隊を再派遣、当初は300人程のつもりが、最終的に5200人になった。モースルの戦いをはじめとした激しい攻防戦の末、2017年12月にイラクからのISIL勢力の一掃を宣言した。
その後もISILを根絶するために駐在し続け、2020年にドナルド・トランプ米大統領が縮小を発表。2021年1月には2500人になった。同年12月9日にイラクの駐留米軍による戦闘任務の完了が発表されたが、イラク軍支援のため完全撤退はしないとされた。

## イラクと周辺国への部隊派遣国・参戦国
人員は時期によって変動があるため、最大時期のおよその数を示す。イラクの他にクウェート、サウジアラビア、バーレーンにも駐留している。東欧・旧ソ連諸国からの派遣がある一方、湾岸戦争に参戦したアラブ連盟諸国は派遣しなかった。
2007年12月、国連安保理は駐留にイラク政府の同意を要すると定めた2004年の決議1546に基づき、多国籍軍の駐留を2008年一杯とする決議を採択した。この決議によりアメリカ・イギリス軍以外の各国駐留軍は2008年度で撤退した。
アメリカ政府とイラク政府はアメリカ軍の駐留期限を2011年に延長する二国間協定を締結し、2009年1月に大統領に就任したバラク・オバマは、2010年8月までにアメリカ軍の戦闘部隊9万人を撤退させ、イラク軍の育成のために残留する5万人は2011年12月までに全軍撤退を完了させると表明。2011年12月18日に全部隊がクウェートに移動、撤収が完了した。
- アメリカ：168,000人 バラク・オバマ大統領が2011年までに撤収する事を決定（2011年12月撤収）
- イギリス：9,000人（治安部隊顧問団400人を残し2009年7月撤収）
- 韓国：3,600人（戦闘終結宣言後に増派）→参照：ザイトゥーン部隊（2007年撤収）
- イタリア：3,000人（2006年12月撤収）
- ポーランド：2,400人（2008年10月撤収）
- ウクライナ：1,600人（2005年12月撤収）
- スペイン：1,400人（2004年5月撤収）
- オランダ：1,350人（2005年3月撤収）
- オーストラリア：920人（開戦時2000人で侵攻 2008年6月撤収）
- 日本：800人（戦闘終結宣言後に派遣、陸上自衛隊600人は2006年7月末撤収 航空自衛隊も前述国連決議に基づき2008年末撤収）→参照：自衛隊イラク派遣
- ルーマニア：850人（2006年撤収）
- デンマーク：540人（2007年8月撤収）
- ブルガリア：462人（2010年8月撤収）
- タイ：450人（2004年9月撤収）
- エルサルバドル：380人（2008年撤収）
- ホンジュラス：370人（2004年5月撤収）
- ドミニカ共和国：300人（2004年4月撤収）
- ハンガリー：300人（2004年12月撤収）
- シンガポール：180人（2005年撤収）
- グルジア：160人（2009年10月撤収）
- アゼルバイジャン：150人（2010年9月撤収）
- フィジー：134人（2010年12月撤収）
- モンゴル：130人（2010年11月撤収）
- ポルトガル：127人（2005年2月撤収）
- ラトビア：120人（2007年8月撤収）
- リトアニア：120人（2007年撤収）
- ニカラグア：120人（2004年2月撤収）
- スロバキア：102人（2007年1月撤収）
- フィリピン：100人（2004年7月撤収）
- チェコ：98人（2010年10月撤収）
- アルバニア：71人（2010年5月撤収）
- トンガ：44人（2004年撤収）
- エストニア：34人（2010年3月撤収）
- マケドニア：33人（2010年11月撤収）
- カザフスタン：27人（2010年6月撤収）
- モルドバ：24人（2010年7月撤収）
- ノルウェー：10人（司令部要員 2006年撤収）
- 北大西洋条約機構（NATO）からもイラク軍訓練要員が派遣された（2011年12月撤収）。

## ブッシュ大統領の戦闘終結宣言後の犠牲者
開戦からブッシュ大統領による“戦闘終結宣言”が出されるまでの期間は非常に短かったが、2008年3月現在もイラク人兵士・警察官・民間人、そしてアメリカ軍をはじめとする多国籍軍兵士も、ともに犠牲者が増え続けている。イラク治安部隊（新イラク軍・新イラク警察）は、イラク警察だけで少なくとも8,000人から10,000人が戦死している。
アメリカ兵の犠牲者は4,000人を突破し、これに加えて、軍に従事する民間軍事会社の契約要員が、これまでに少なくとも1,000人以上が死亡していると報じられている。
2007年10月現在、イラクでは各種民間警備会社は、アメリカ正規軍を上回る計18万人が活動していた。その活動内容は政府が管理していないため、誰を殺しても誰に殺されてもさしたる問題にはされていない。民間警備会社の警備員による虐殺・暴行も報道されており、前述したとおり2007年9月16日にはブラックウォーターUSA社の警備員が乱射で民間人17名を射殺、「武装勢力に対し正当防衛を行った」と偽証をした事件が表面化し、イラク・アメリカで問題となった。
また、英軍の死者170人、その他諸国軍の死者132人と合わせて、連合軍全体の死者数では4,000人以上（民間軍事会社の契約要員を除く）となる。
また、アメリカでは、外的な負傷を負っていないものの即席爆発装置（IED）の影響で、外傷性脳損傷（高次脳機能障害）で苦しむ帰還兵が増加、社会問題となった。アメリカ政府は、2009年に外傷性脳損傷の診断基準を変更した結果、2001年から2009年10月まで（アフガニスタンでの戦闘も含め）約14万人が受傷したとのデータを集計している。

### 多国籍軍の人的損害状況
アメリカ国籍取得を目的にアメリカ軍に入隊したグリーンカード取得者は死者数に計上されていない。
| アメリカ合衆国軍 | アメリカ合衆国軍 | アメリカ合衆国軍 |
| 年度             | 戦死             | 負傷者           |
| ---------------- | ---------------- | ---------------- |
| 2003年           | 486              | 2,416            |
| 2004年           | 849              | 8,004            |
| 2005年           | 846              | 5,946            |
| 2006年           | 822              | 6,411            |
| 2007年           | 902              | 6,103            |
| 2008年           | 160              | 1,098            |

- 全参加国軍合わせて即席爆発装置（IED）による死者は1770名。その内米軍は1687名[注釈 23]

※2008年4月までの集計
| その他の多国籍軍 | その他の多国籍軍 | その他の多国籍軍 | その他の多国籍軍 |
| 国               | 戦死             | 国               | 戦死             |
| ---------------- | ---------------- | ---------------- | ---------------- |
| イギリス         | 176              | ラトビア         | 3                |
| イタリア         | 33               | ルーマニア       | 3                |
| ポーランド       | 23               | オーストラリア   | 3                |
| ウクライナ       | 18               | エストニア       | 2                |
| ブルガリア       | 13               | オランダ         | 2                |
| スペイン         | 11               | タイ             | 2                |
| デンマーク       | 7                | ハンガリー       | 1                |
| エルサルバドル   | 5                | カザフスタン     | 1                |
| スロバキア       | 4                | 韓国             | 1                |
| ジョージア       | 4                | チェコ           | 1                |

※戦死者のみ2008年4月までの集計

### 自衛官の死亡者
イラクに派遣された自衛隊は戦死者が一人も出ていないと公式に発表されている。ただし、イラクを含む海外派遣任務に就いた1万9700人の自衛官のうち35人が在職中に何らかの原因で死亡している。内訳は海上自衛隊員が20人、陸上自衛隊員が14人、航空自衛隊員が1人となっており、死因は事故・死因不明が12人、自殺が16人、病死が7人と発表されている。「在職中」には任務から帰国した以降も含まれており、イラク国内で死亡した自衛官の数はわかっていない。

### 民間人の犠牲者
戦闘終結後の民間人犠牲者総数の推計にはばらつきが多く、正確な数字はわかっていない。アメリカ軍は戦闘で殺害した武装勢力や、アメリカ兵の過誤（誤認・誤爆・誤射）で死亡したイラク民間人の数を公表していない。なお、報道を基にこれらを集計しているサイト"Iraq Body Count"の2007年11月30日付のデータによると、直接の殺害数は約80,000-87,000人と集計されている。一刻も早い治安の回復が望まれている。
Lancet Studyによる2004年10月の推計によると、兵士・民間人あわせて約98,000人という推計が出ている。ただしその推計は95%信頼区間が8,000人から194,000というもので、大雑把である。また、Lancetによれば死亡率増加の調査を基にした研究では、2006年6月時点でイラク戦争の死者は約655,000人になると推計された。ただし、あくまで死亡率増加からの推計であるため、直接の戦死とは直接結びつかない推計である。また、中国国務院が発表する「2007年アメリカ人権記録」によると、2003年以来のイラク民間人死亡数は66万人以上であるとされている。2007年9月14日にイギリスの世論調査会社・オピニオンリサーチビジネスが行った調査では、死者が最大で120万人を上回る可能性があるという結果が報告されている。世界保健機関は2008年1月に推計で151,000人だとする調査結果を発表している。2013年10月にはアメリカとカナダの研究者により、査読された医学専門誌として最も権威があるとされるPLOS メディシンジャーナルにおいて、およそ500,000人の民間人が犠牲になったと発表されている。

### 生き残った市民に対する影響
1990年の湾岸戦争後、経済制裁により栄養失調が幼児を襲い、UNICEFによれば50万人の犠牲者が出た。（この数字には反論もある。）国民の所得が10分の１にまで落ちたとも言われる。
イラク戦争はそこに追い打ちをかけ、治安が悪化し、社会は混乱した。2004年頃には失業率が7割に達し、2005年には若者の失業率は37%であった 。慢性的な栄養不足により4人に1人の子供が、身体的・知的な成長阻害を経験していた。

#### 孤児が80万人以上に
UNICEFでは17歳以下で,親を一人また二人亡くした子どもを孤児としている。UNICEFによれば、イラクでは孤児が約80万人存在する 。親がいる子どもでも、生活苦により親が絶望して子供を捨てることがあった。
マサチューセッツ工科大学国際研究センター責任者のジョン・ティルマンによると、イラクに孤児が500万人存在するという。イラクの子どものうち、約6人に一人が孤児である。孤児の70%は両親を失っている。親戚に預けられた孤児が大勢存在したようである。イラクの2003年時点での出生率は4.62人であり、各家庭に子どもがたくさんいる。戦争の影響で食糧が不足しており、親は自分の子供にすら十分な食べ物を与えられない。そんな状況で親戚から孤児を預かった叔父・叔母は、どうやって子どもたちを食わせていったら良いのか、頭を抱えたことだろう。
太平洋戦争直後、日本の各家庭は同じように食糧難で、子沢山だった。親戚に預けられた日本の戦争孤児は、親戚から邪魔者扱いされ、暴言をはかれ、時には暴力を受けた。「毎日が精神的虐待だった。」「心の傷はずっと消えない。親と一緒に死んだほうが良かったと何度も思った。」と話す日本の孤児がいた。イラクの孤児の中に同じような経験をした人がいると想像される。

#### ストリートチルドレンが増加
約60万人の子供が、食糧も家も無く路上で生活していた。路上で生活する子どもたちは、物乞いをしたりガムなどを大人に売ろうとする。煩わしいと思うのか、子どもに暴力を振るう大人もいる。子どもが性的暴力の対象になることもある。生活が苦しく、働かなければ生きて行けず、学校に行く時間がない。そのため読み書きや計算が出来ない子どももいる。読み書きが出来なければ、将来、まともな仕事を得ることは難しい。栄養失調を患う子が多い。一部の子どもは人生に希望を持てず、ドラッグに手を出し不良集団に加わる。物を盗む子供もいるため、周りの大人からは邪魔者扱いされ、子どもの心が大きく傷ついたことと想像する。

#### 子どもがPTSDを発症
2006年に日本政府のサポートを受けて、WHOとイラク政府保健省が子どもの精神障害に関して調査を行った。バグダッドでは、調査対象の小学生600人のうち47%が大きな精神的外傷を経験していた。14%がPTSDの症状を示した。モスルでは調査対象の中学生1090人のうち、30%がPTSDの症状を示した。ほとんどの子どもが治療を受けていない。

#### 教育の崩壊危機
2003年のイラク侵攻直後は、学校の出席率はほぼ100%だった。しかしイラク教育省によれば、2006年9月時点で350万人の生徒のうち、授業に出席しているのは30%だけだった。国中でエスカレートする暴力によるものだという。予定通りの年齢で小学校を卒業できる子どもは4割だけである。毎年45万人の子供が、予定通りの年齢で小学校を卒業できない、または学校からドロップ・アウトしてしまう 。文字の読み書きが出来ない子供が増えてしまった。読み書きができなければ、就職の選択肢は極めて狭くなる。

#### 障碍者の増加
イラクでは紛争の影響で15万人が障害を抱えて生活している。そのうち、ほとんどの人は地雷等で傷を負った市民である。

#### 女性に対する影響
イラクでは11人に1人の女性が夫を亡くしている。その数は90万人だと言われている。アメリカ侵攻以降、イラクでは路上で女性が誘拐され、性的暴力を受ける事例が多発した。売春目的で女性が海外に売り飛ばされることもあった。

## 反植民地主義諸国への影響
リビアは、2003年12月に最高指導者カダフィ司令官が大量破壊兵器の放棄を宣言し、2006年にはブッシュ政権はテロ支援国家指定を解除した。この行動はイラク戦争後に自国が標的にされる可能性があったためであると解釈する論説と、カダフィ司令官がアフリカ連合へと活動の主軸を移したことによる大量破壊兵器の必要性低下と偶然に時期が合致しただけだとの論説がある。
アメリカは放棄の見返りに、大量破壊兵器を保有し反米武装闘争を支援し、またかつてはイラク以上に敵視し、カダフィ司令官個人の暗殺まで企てたリビアをテロ支援国家リストから外し、経済制裁も解除した。
一方、北朝鮮の金正日総書記は、開戦直前から約60日間テレビなどの前から一切姿を消した。これはアメリカの精密誘導兵器がどのようなものかを海外の衛星テレビを通じて分析をしていたものと見られる。中華人民共和国はイラク戦争開戦による衝撃から仲介に乗り出して六カ国協議が始まったと言われ、六カ国協議で核兵器の放棄が合意されて寧辺核施設の爆破や核開発計画申告などされたことからブッシュ政権はテロ支援国家指定を解除した。

## 航空自衛隊の関与
名古屋高等裁判所は2008年4月17日、自衛隊イラク派兵が日本国憲法違反であることの確認などを求めた訴訟（自衛隊イラク派兵差止訴訟）において航空自衛隊のイラクにおける空輸活動について「自らも武力を行使した」と認識し憲法違反であるとする傍論を含む判決を出した。これは主文において原告敗訴を判決するものであったにもかかわらず原告側が実質勝訴として上告しなかったため、翌月5月3日に同判決は確定した。
この裁判および「傍論」記述は議論を呼び、当時の航空幕僚長であった田母神俊雄による「純真な隊員には心を傷つけられた人もいるかもしれないが、私が心境を代弁すれば大多数はそんなの関係ねえという状況だ」の発言などが一種の舌禍事件として報道された。国会において田母神発言を含めた質問主意書が提出されたが、日本政府は、国側勝訴の判決と説明を加えた上で、日本国憲法第9条（第1項。戦争を放棄し国際紛争に武力を用いて関与しない）に違反するとの傍論の部分は「判決の結論を導くのに必要のない傍論にすぎず、政府としてこれに従う、従わないという問題は生じないと考え」ており、田母神の発言は「政府と同様のこのような認識に立った上で〔中略〕必ずしも正確な表現ではないが、自らの言葉でこのような発言をしたものと承知している。また、防衛行政については、シビリアン・コントロールの下、法令に基づき、適切に行われている。」と答弁している。防衛省が情報公開法に基づいて開示した「週間空輸実績」と称する内部資料によれば、派遣期間中の輸送人員は延べ28,000人であり、うち7割はアメリカ軍兵士であることが2009年10月6日に判明している。

## その他
開戦前の1月初旬、ナイト・リダー社の発表した世論調査結果によると、調査に応じたアメリカ人の内44%が、2001年9月11日の同時多発テロのハイジャック犯の一部または大半がイラク人だと考えていた。実際には、報道によれば大半がサウジアラビア人でイラク人は一人もいなかった。
あるイラク紙の主張によれば、米軍によるイラク占領以来、全土に点在する監獄や強制収容所には大勢のイラク人女性が拘留されているとされる。その大半が政府の要員や占領軍兵士によって性的暴行を受けており、結果としてエイズなどが蔓延しているとする。また、強姦の被害を受けた女性が、一家の恥として家族の者の手によって殺害されてしまうケースがあり、（大半が被害を受けているという主張にも拘らず）正確な被害者の数は把握されていないとする。また、あるイスラム機関誌の主張によればイラクの民間組織である「イラク政治捕虜・受刑者連合」は、米軍はイラク抵抗勢力の士気を砕くための圧力カードとして、無実のイラク人女性捕虜に対して意図的、組織的な性的暴行、拷問、恥辱を加えている、と告発している。
また、米軍は、イラク戦争中及びブッシュ政権の戦争終結宣言後の一連の戦闘においても劣化ウラン弾を使用していた。陸上自衛隊が人道支援・戦後復興支援のために派遣され駐留したイラク南部のサマーワ近郊周辺からも、実際にこの戦争で米軍が使用したものと見られる劣化ウラン弾（複数）が発見されている。
2010年1月26日、イギリスのイラク戦争参戦問題を検証する独立調査委員会は、マイケル・ウッド外務省元主席法律顧問を喚問した公聴会で、同顧問が「2003年3月の対イラク武力行使は国際法違反と考えていた」と述べた文書を公表した。この文書中で「武力行使は国連安保理によって認められておらず、他の法律根拠もなかった」と同法律顧問は延べ、イラクに武装解除を求める安保理決議1441を武力行使の根拠とする主張を退けた。同法律顧問は開戦前の2003年1月にその見解をジャック・ストロー外相に伝えたところ「独断的だ」と退けられたと証言した。
2010年1月29日、2003年のイラク侵攻を決断したブレア前首相は、イギリスのイラク戦争参戦問題を検証する独立調査委員会の公聴会で証言した。調査委員ではチルコット委員長と5人の委員が6時間にわたり喚問した。ブレアは「サッダーム・フセインの脅威」を強調して、イラク侵攻によるフセイン政権打倒を正当化し、「後悔していない」と述べた。また、当時と同じ条件なら再びイラク侵攻をするだろうとも述べた。さらに、2007年までのイラクの民間人死者数増大に関して、全体で10万という数字を示して、「殺したのは連合軍ではなくテロリストだ」と占領軍の責任を回避した。そして、イラクが兵器製造能力を高めていたと証言した。
開戦時に議会の反対にもかかわらずイラクへの侵攻支持を表明したオランダでは、政府の外交政策に対して独立調査委員会の調査が行われた。2010年の調査報告ではヤープ・デ・ホープ・スヘッフェル外相が政策決定の掌理をなし、ヤン・ペーター・バルケネンデ首相は政策決定から除外されたと指摘した。また、国連安保理決議1441は武力攻撃を容認する解釈とは成り得ないと断じ、イラク戦争は国際法違反であり政府は米英との同盟関係を重視するため侵攻の違法性に目をつぶったと結論づけた。